# ロボットガールズZ
『ロボットガールズZ』（ロボットガールズゼット、ROBOT GIRLS Z）は、2014年に東映チャンネル、東映アニメーション制作で放送された日本のテレビアニメ作品。また2015年5月よりWeb配信アニメ『ロボットガールズZプラス』が配信された。

## 概要
2009年から2012年まで展開された『東映ロボットガールズ』を引き継ぐロボットガールズプロジェクトの再始動企画であり、東映ロボットアニメとマジンガーシリーズ（および永井豪原作作品）の主役ロボット達が美少女キャラクター（萌え擬人化）となって活躍するアニメ。2014年1月4日より東映チャンネルで30分枠（1本10分を3本）・全3本（全9話、リピート放送あり）が放送された。この他、ニコニコチャンネルでは1回を約10分にまとめたダイジェスト版として同年1月5日（第1回）より配信、また同年2月1日に第1話の無料配信が開始された（第2話以降も約1ヶ月おきに1話ずつ配信）。この他、TOKYO MX、AT-Xなどで放映の『アニメTV』の4月第1週の放映分では第1話が放映された。2015年2月にはアニマックスでも放映（全5回で1回につき2話放送、最終日のみ1話）。同年4月放送の第2ランニングではOVAの第3.5話も特別放送された。
放送に先駆けて2013年7月30日より公式サイト、YouTube、ニコニコチャンネルで0話PVが配信され、同年10月18日より公式サイト、ニコニコチャンネルで1話前半の先行配信が行なわれている。また、放送前特番として2013年12月6日 5:00 - 5:30に「放送直前!『ロボットガールズＺ』特番」が東映チャンネルにて放送された（リピート放送あり）。
キャッチコピーは「無敵の力はアタシのために 正義の心は二の次、三の次」と「美少女100人フルボッコ!」。舞台は東映アニメーション本社の近くの東京都練馬区東大泉をモデルとした「練馬区大泉学園光子力町」とされている。
2014年3月22-23日開催の『AnimeJapan 2014』でLive2Dによる『ダブラスちゃんをフルボッコ』体験デモを上映。
2014年4月20日には練馬とのコラボレーションとして練馬区立区民・産業プラザで第1話と第4話のイベント上映『「ロボットガールズZ」上映会・声優トークライブ ご当地！練馬大決戦！』が開催された。
2014年5月18日には、アニメプロジェクトin大泉2014の練馬区立大泉小学校体育館ステージにてアニメプロジェクトin大泉2014『ロボットガールズZ』聖地！大泉学園祭が開催された。
2014年5月31日には、全国10館で全10話（TVシリーズ9話+映像ソフト特典作1話）が劇場公開された。
2015年5月20日より既存キャラに加え、『ONLINE』にて先行登場したキャラを加えた新作短編ウェブアニメ『ロボットガールズZプラス』が毎月1話ずつニコニコ動画やYouTube、フジテレビオンデマンドなどにて配信された（1話8分、毎月20日更新、全6話。うち第6話のみ東映チャンネルにて放映される全話一挙放送で先行放送）。ストーリーは、劇場版アニメ『グレートマジンガー対ゲッターロボ』『グレートマジンガー対ゲッターロボG 空中大激突』がベースとなっている。
2016年には、東映アニメーション創立60周年を記念してYouTubeに開設した「東映アニメーション創立60周年公式チャンネル」に『Z』と『Zプラス』の第1話のみが配信された。
2018年3月21日に、東映アニメーション公式YouTubeチャンネルで特番が配信され、新プロジェクトとして、過去に真偽不明の大災害で廃墟と化した超未来の練馬を舞台とした『ロボットガールズNEO』が発表。ANIMAX on PlayStationで配信。応援プロジェクトとしてクラウドファンディングを実施し『NEO』Blu-rayとフルコンプBlu-rayに映像特典として『ロボットガールズZ』ぷちキャラアニメを収録。
2022年12月3日から「東映アニメーションミュージアムチャンネル」（「創立60周年～」改名）で、『マジンガーZ』生誕50年を記念して、12月3日・10日・17日の3日に渡って、3話ずつ2週間の期間限定で無料配信が行われている。

## ストーリー
未来の無公害エネルギーとして研究開発中の光子力エネルギーを研究する「光子力研究所」のキャンペーンガール・Zちゃん、グレちゃん、グレンダさんの3人は、実は研究所と光子力エネルギーを守るロボットガールズ チームZである。この光子力町にドクターヘル率いる機械獣ガールズがあしゅら男爵の指揮の下、悪事を働きにやって来た。チームZは研究所と光子力エネルギーを守る為、「正義の心は二の次三の次」という信念の元、今日も機械獣ガールズ達を必要以上に攻撃して戦い続けるのだった。

## 登場キャラクター
同一キャラの各節内は全てゲーム登場順。(　) 内は原典となったキャラもしくはユニット名、【　】内はゲーム内における略称である。ロボットガールズ達のヘアスタイルは『メカ+女の子』コンセプトに則り『東映ロボットガールズ』時代からの流れで原典の主人公チームのヒロインや重要キャラのポジションにある女性キャラを元にしてあり実際にその姿で登場することもある（さやかZちゃん、ゲッちゃんミチルなど）。
その他善悪問わず季節や折々のイベントに応じた衣装を身にまとっている場合もある（【ホワイト】【雪空】シリーズなど）。なお、初めてゲーム内で登場したバリエーションは【水着】シリーズ。
チームZの各キャラやゲッちゃん、ジーグさんなどはそれぞれ原作アニメの主題歌をもじった口上を持つ。
※印は『Zプラス』第6話ラストのモブシーンに登場している（トロスとバドのみ第5話にも登場する）。
なお、ロボットガールズの誕生日は原典作の第1回放送日と設定されている。

### ロボットガールズ チームZ / チームZ EX
マジンガーシリーズの登場ロボットで構成されているチーム。普段は光子力エネルギーの普及活動をしている。「我らロボットガールズ チームZ!!」と名乗るが各々のテンションの差が酷く、0話では揃っていなかった。決め台詞の「Z!」の雄叫びはPVと本編とは発音が違う。第8話からコスチュームが超合繊維ニューZ製になった。なお、主役チームなのだが『Zプラス』第2話では全く出番がなかった。『Zプラス』第6話ではパワーアップを果たし、チームZ EXを名乗ることになる。
Zちゃん（ゼットちゃん）（マジンガーZ）
声 - 本多真梨子
12月3日生まれ。熱血タイプで姉御肌的性格なチームZのリーダー。一人称は「アタシ」。
ノリが典型的な体育会系で、グレちゃんからは「ガキ」などと評される。
頭にホバーパイルダー型のアイテムを「パイルダーオン」させることにより、「超合繊維Z」で作られた戦闘スーツに変身する。口上は、「無敵の力はアタシのために！ 正義の心は二の次、三の次！ パイルダー・オン！」。
本家と同等の武装を持つが、ロケットパンチは握り拳型に変形した手袋だけが飛翔する。その他にも目から放つ「光子力ビーム」や相手の攻撃を防ぐ「光子力バリア」、「ブレストファイヤー」も使う。また研究所から発射される「ジェットスクランダー」と合体することで空も飛べることができる。なお、グレちゃんと違い原典で使用したマジンガーブレードを初期装備したユニット状態は存在していない。
「ロボットガールズ選抜総選挙」では第7位。
カブトZちゃん
『ONLINE』に登場した、Zちゃんが専用バイク「カブト号」に乗った状態。
デビルスクランダーZちゃん
『ONLINE』・『Zプラス』に登場するEXバージョン。練馬区民から公募したデザイン案をもとにZちゃんがパワーアップした姿。ロケットパンチは「デビルロケットパンチ」にパワーアップしており、背中にデビルマンの「デビルウイング」に形状が近い「デビルスクランダー」を装着しているが、アニメではギルギルガン子の猛攻で心が折れかけたZちゃんの目の前に現れた弓博士から託された、デビルマンの顔を象ったデビルスクランダー型のアイテムでパワーアップしている。初登場時に「超合金騙」化されている。
Zたん
『ONLINE』に登場するZちゃんの小学生時代の姿。やんちゃな性格は今と少しも変らない。
Zちゃん強化型ロケットパンチ装備型【Zちゃん強化型RP】
強化型ロケットパンチを右腕に装備したZちゃん。ゲーム中では結構な戦力なのだが、アニメではギルギルガン子に無力であった強化形態となっている。
ジェットパイルダーZちゃん【ジェットP・Zちゃん】
『ONLINE』に登場するZちゃんが新しい携帯型光子力応用装置『ジェットパイルダー』を使って「パイルダーオン」した姿。XX計画として強化型ロケットパンチをはじめとし「光子力火炎銃」「速射6連ミサイル」など10種類以上のアタッチメントが用意されている。
キューティーZちゃん
『ONLINE』に登場のZちゃんが「空中元素固定装置」で変身した姿。モデルは如月ハニー（平時）から。なお、本来であれば状況に応じて様々な姿になれるらしいのだがZちゃんは今のところこの姿にしかなれていない。
【ピンチ】Zちゃん
『ONLINE』に登場する、原典最終回&劇場版における大破状態のZがモチーフ。ユニットとしてゲームで登場した初の大破状態。パイルダーが破壊され解除が出来ず、日常生活に支障を来している。また、グレちゃんとグレンダさんが留守で連絡が取れない状態の為修理を受けられていない状態。
さやかライディングスーツZちゃん【Zちゃん（さやか）】
『ONLINE』に登場。バイクが好きなZちゃんの為に専用の高性能ナビ搭載バイクと共に新しいライディングスーツが与えられたZちゃん。モデルはダイアナン搭乗時の弓さやかの戦闘服から。
Zちゃん(制服)
Zちゃんが普段通っている学園の制服。見た目は学校指定のそれだがボス子とのけんかですぐにボロボロにしてしまうため素材を超合繊維ニューZに変えて耐久性を上げてある。ロケットパンチは持ち物検査で没収されてしまうのでポケットの中に入れてあるが、ヘッドギアだけは着けたままでも何も言われなくなった。
Zさん
『ONLINE』に登場するZちゃんの未来の姿で、光子力研究所のお手伝いを押し付けようとしてZちゃんがグレンダさんのスペイザーの「時空移動装置」を悪用して呼び出した。現在とは異なり落ち付いた物腰でNASAに出向するくらいの才女となっている。JFOという小型の専用機を駆りTFOさんを助手に付けてスペイザーが引き起こす「サークル･バーン現象」の謎を解明しようとしている。

グレちゃん（グレートマジンガー）
声 - 水瀬いのり
9月8日生まれ。口数の少ない皮肉屋な性格で、チームZでは一番頭が良く携帯用ゲーム機やデジタルカメラなどの機械を常に手にしている。Zちゃんをして「ゲームのプロ」と言わしめており、変身した姿を好んでおらず恥ずかしがっている。一人称は「ボク」。
変身アイテムはブレーンコンドル。口上は「ボクは涙を流さない。容赦はないから、無慈悲だから。ファイヤー・オン」。
主な武装は「マジンガーブレード」「サンダーブレーク」「グレートタイフーン」他。
本家と同じく背中が弱点で、ここを攻められると腰砕けになってしまう。
バスや電車は平気だが船には弱いようで、マグロ漁船に乗せられた時は吐き気を堪えていた。
甘いお菓子に目がなく、わけても人気の洋菓子店「タニカミ」の「学園ロール」が大好き。そのため、ことスイーツ絡みとなると著しく冷静さを欠く。
Zちゃんの事は「体育会系のノリが苦手」だと皮肉っているが、実はZちゃんを慕っており、ミネルバXにZちゃんをとられそうになった際にはムキになってミネルバXと争っていた。
漫画版・『ONLINE』によれば実家はゲームショップ。店内で狼藉を働く者には容赦しないが、ちゃんと客として購入しに来たなら相手が敵でもゲームは売る。
「ロボットガールズ選抜総選挙」では第5位。
ジェットグレちゃん
『ONLINE』に登場。グレちゃんが専用バイク「ジェットバイに乗った状態。原典同様ロケットパンチを発射できる。
Gブースターグレちゃん
『ONLINE』・『Zプラス』に登場する、EXバージョン。グレちゃんのパワーアップ版で「グレートブースター」を装着したタイプ。剣も鍔部分が変形した「ブースターブレード」にパワーアップしている。ただしその予算のほとんどをZちゃんとグレンダさんに向けていた為、ブースターはZちゃん用の「ジェットスクランダー」を改造したものになっている。
グレたん
『ONLINE』に登場する小学生時代のグレちゃんで、その性格は今現在からは想像もつかないほどに明るく人懐っこい。メガネをかけていて青い携帯ゲーム機を持っている。
グレちゃんマジンガーブレード二刀流【グレちゃんDMB】
『ONLINE』に登場する、マジンガーブレードを二振り携えたグレちゃん。サンダーブレークを纏わせている為に電気を帯びた見た目にも強そうな外見。剣の刃渡り分攻撃距離範囲が伸び、小柄な分見劣りしていたグレちゃんの攻撃力が上がる。ただしグレちゃんの体力を極度に消耗する為にあまり使いたくないとの事。
ファイヤーコンドルグレちゃん【Fコンドルグレちゃん】
『ONLINE』に登場する。ある日、突然行方不明だった恩師の剣造先生より与えられた新たな携帯型光子力応用装置「ファイヤーコンドル」を装着したグレちゃんの新しい姿。シルエット的にはあまり変わらないものの細部のカラーリングが大幅に異なりパワーアップし大振りになった新しいマジンガーブレードを扱えるようになっている。また、ZZ計画と称し「鉄の爪マッハ100」「新合金ボーガン」など10種類以上のアタッチメントに対応している。
チップキャラはアタッチメント「鉄の爪マッハ100」を装備した姿でデザインされている。
グレグレちゃん
『ONLINE』に登場。とある騒動を切っ掛けに軍子ボディを手に入れた改造グレちゃん。元から最強クラスの性能だったグレちゃんがやりすぎなほどにパワーアップしているのだが代わりに体がありえないくらい大型化してしまいそれに見合う格納庫が研究所にないのが唯一の弱点。

グレさん
『ONLINE』に登場。グレンダさんのスペイザーの「時空移動装置」を悪用してZちゃんが未来から呼び寄せた未来のグレちゃん。引きこもりと化し、外見にも気を使わないだらしなさに加えて無防備なため大人の色気が出た状態。

グレンダさん（グレンダイザー）
声 - 荒浪和沙
10月5日生まれ。おっとりとしているが、サラリと怖いことを口にする結構黒い性格である。チームZでは最年長で巨乳。留学生だが、実はどこかの星の出身（後述「ロボイザさん」参照）。一人称は「私（わたくしまたはわたし）」。
変身アイテムはスペイザー。口上は「友と誓ったこの平和、ただ一輪の花のために! シュート・イン!」。
どこかに「秘密牧場」を持っており、グレンダさんの逆鱗に触れた者はそこへ送られるという。
極度の音痴でローレライようこ（ラインX1）の歌を聞いても動じないどころか、「くろがねのメモリーズ」としてユニットを組んでいる。逆にベルガスV5の歌には嫌悪感を示した。
移動は乗用スペイザーに座って空を飛ぶ。街の損害より自分の顔に傷がつくことを気にする。その弱点は、それを覗き見た光破少女ピクドロンが「目が腐る！」とのたうち回るほどにおぞましい代物らしい（モザイク処理済み）。武装は「ダブルハーケン」「スペースサンダー」他。なお、漫画版第8話で使用している「反重力ストーム」が「反動ストーム」と誤植されていたが、コミックスでは修正されている。
漫画版では練馬区内にある「シラカバ牧場」で住み込みで働いている。
「ロボットガールズ選抜総選挙」ではチームZで唯一のランク外。
デュークグレンダさん
『ONLINE』に登場する、グレちゃんが専用バギー「デュークバギー」に乗った状態。設定では原典玩具にあった後部の歯車状円盤を発射可能だがゲーム内攻撃としては採用されていない。
スペイザーグレンダさん
『ONLINE』・『Zプラス』に登場するEXバージョン。グレンダさんのパワーアップ版で小型化した「スペイザー」のような細身のバックパック装備したタイプ。その為「スピンソーサー」「ドリルソーサー」が使用できる。ダブルハーケンも握り手にトゲ、先端に槍状の穂先を装着した「トリプルハーケン」にパワーアップしている。カラフルスペイザーのファンなどの「大きなお友達」からの応募が殺到したことなどから、下半身の露出度がノーマル版より高くなっている。
ロボイザさん（ロボイザー）
『ONLINE』に登場する留学前のグレンダさん。グレンダさんのスペイザーは「サークル・バーン」と呼ばれる時空歪曲現象を起こし、これにより時空移動が可能となった。Zたんとグレたんはこれによって現代に存在していた変身アイテムを過去に持ち出し、小学生時代の彼女たちに与えることで生まれた。
グレンダさんダブルスペイザー【グレンダさんWスペイザー】
『ONLINE』に登場。空中戦特化型のWスペイザーに搭乗したグレンダさん。オリジナルスペイザーをベースに数ヶ月前から企画されていたものだが、オリジナルスペイザーは地球外の技術によって作られていた事もあり、その解析に手間取った為開発が遅れたという物。背中に装着したり翼につかまったりと汎用性の高い使い方が出来る。
メガンダさん（グレンダイザーギガ）
『ONLINE』に登場。自らを「グレンダさんの姉」と名乗るガミアQから謎のブレスレットを託されたグレンダさんが変身した姿。宇宙の意思に従って、暴走するベガ獣ガール・ベニベニの脅威に立ち向かう。

#### チームZ関係者
弓博士
光子力研究所の所長で、Zちゃん達チームZの「雇い主」である事がZちゃんとグレちゃんの会話内で仄めかされている。「先生」と呼ばれているが本名は不明。第0話時点では名前だけの出演であったが+6話にて煙で覆われ顔が見えない上に無言ながらも登場し、Zちゃん達チームZに『デビルスクランダー』をはじめとした強化変身ユニットを与えている。この時、メガネをかけている事が確認できる。
早乙女博士やハニーを開発した如月博士とは親友同士だった。如月博士より「空中元素固定装置」のサンプルを譲り受けている。
兜 十蔵（かぶと じゅうぞう）
漫画版・ノヴェライズ版に登場するZちゃんの祖母（原典は兜甲児の祖父）。行方不明の両親に代わってZちゃんを育て、光子力エネルギーの研究成果としてパイルダーを開発した。パイルダーを手にしたことでZちゃんは変身可能となったが、機械獣ガールズの襲撃の際に借金の抵当になっていた十蔵の家を破壊してしまい、十蔵は借金取りに連れ去られてしまう。これがきっかけで、家と肉親を失ったZちゃんは悪と戦う決意をした。
ノヴェライズ版では「光子力の神秘」によって若返った姿をZちゃんと借金取りの前に現し、「アイアンZ」に変身、大暴れするが三分と持たずに光子力切れをおこして元の老婆の姿に戻ってしまい、Zちゃんにパイルダーを押し付け死んだフリを決め込んだ挙句、どさくさ紛れに姿を消した。自分の孫娘に「Z」と名付け、「正義は二の次、三の次」と教え込んだのも十蔵だとされている。
剣 造（つるぎ つくる）
ノベライズ版が初出で（原典は「科学要塞研究所」の博士で兜甲児の実父でもある兜剣造から）、グレちゃんがかつて通っていた「私立皇帝（カイザー）学園」の非常勤講師。毎夜毎晩グレちゃんの部屋に押し掛けては自堕落の限りを尽くしていたが、ある日の夜に「君には突き抜けたエンディングを目指してほしい」と携帯型光子力応用装置「ブレーンコンドル」を託し、翌日退職した。
後日ふらりと現れてはグレちゃんに「ファイヤーコンドル」を託している。
牧葉 団兵衛（まきば だんべえ）
漫画版に登場する『UFOロボ グレンダイザー』の登場人物。本作ではシラカバ牧場の牧場主としてグレンダさんを預かっている。
博士
ゲームのプレイヤーに当たるチームZの直属の上司に当たる人。雇用関係上弓博士に頭が上がらない。Zちゃん達とかかわりを持った故に他のチームや組織ともなし崩し的に関わりを持つ事になるため気苦労と生傷が絶えず夜は不安と緊張でなかなか寝つけず朝は生きている事に安堵するような日々を送っている（4周年記念イベント会場でのスピーチより）。研究所関係者中唯一ゲーム以外のメディアには登場していないキャラ。また設定上チームTとは付き合いが長いという事になっている（「東映ロボットガールズ」の世界観を引き継いでいるため）。

### ロボットガールズ チームG / 新生チームG
マジンガーシリーズ以外の永井豪原作・東映製作アニメのヒーローロボットで構成されているチーム。
元来のチームGはゲッちゃんとジーグさんの2名だけだったが、新生チームG（『ONLINE』及び『Zプラス』に登場）は「ゲッターロボG」が3人によるチーム制へと変更され、さらにジーグさんの友人でもあるパーンさんを含めた計5名となっている。

#### チームG
ゲッちゃん（ゲッターロボ）
声 - 内田真礼
4月4日生まれ。第8話・第9話に登場する。
姿はゲッター1がモチーフ。戦闘力は高いものの、典型的なツンデレである。一人称は「わたくし」。口上は「若い命が、真っ赤に萌えて!」。
ただし、お気に入りの服が汚れると原作版「ゲッターロボ」ばりの「お怒りモード」へと変貌し、ゲッターチェンジでゲッター2、ゲッター3への衣装換えも可能である。
ゲッちゃん2（ゲッター2）
無印最終話のエピローグでお着替え後の姿として登場したため、実質的な能力は示されずに終わったが分身を生み出すほどの高速移動が可能なスピードが自慢の形態。「RGZオンライン公式ガイドブック」（2014年12月開催のコミックマーケットで先行販売）に添付されるシリアルコードで配布された。
ゲッちゃん3（ゲッター3）
テレビアニメ版には未登場であるが、ドラマCDと『ONLINE』に登場している。強力なパワーを持つが、その見た目から本人はなりたくない姿としている。専用イベントマップクリア報酬として各ランク別に配布された。
ゲッたん
『ONLINE』に登場した幼少期のゲッちゃんで、ロボイザさんが間違えて現代に連れてきてしまった。
キューティーゲッちゃん
『ONLINE』に登場。ゲッちゃんが「空中元素固定装置」で変身した姿。キューティーハニー（愛の戦士）がモデルとなっている。
ゲッちゃん（ミチル）（早乙女ミチル）
『ONLINE』に登場する普段のゲッちゃんのよそ行き時の姿で原典のミチルの普段着がモチーフ。超一流ファッションブランドの特注品である。
ゲッちゃんZ
『ONLINE』に登場。「インベイド彗星」の影響でZちゃんのスーツを強制着用させられたゲッちゃん。そのためZちゃんの武装しか使う事が出来なくなっている。

#### 新生チームG
ゲッちゃんドラゴン（ゲッタードラゴン）
声 - 内田真礼
ゲッちゃんが早乙女博士の「お嬢さま強化合宿」を経てレベルを上げた姿。以前は三人の執事に持たせていた武器類を初めから装備するようになった。
アニメでは『Zプラス』第1話より登場しており、名前はゲッちゃんのままである。しかし、『Zプラス』第4話では光波少女ピクドロンの弱点看破光線により「家の中では袢纏愛用で、牛乳瓶底眼鏡を常用」という事が暴かれたことからライガ様、ポンちゃんと共に衣装を剥がされてしまった。
ライガ様（ゲッターライガー）
声 - 矢作紗友里
『Zプラス』第1話より登場。完璧なお嬢様であるが、そのことを鼻にかけたりせず礼儀正しい。だが帰国子女なので漢字が大の苦手であり、『Zプラス』第4話では光波少女ピクドロンの弱点看破光線を喰らってしまい、「漢字が全く読めない」という事が暴かれてしまう。武器は「ドリルアーム」またの名を「名槍　コマツバラ」という名の槍。ただし『ONLINE』ではドリルアームを使えるのは【EX】ユニットのみである。
「ロボットガールズ選抜総選挙」では第1位。
グレートライガ様
『ONLINE』に登場。「インベイド彗星」の影響でグレちゃんと入れ替わってしまったライガ様。そのためグレちゃんの武装しか使う事が出来なくなっている。
ポンちゃん（ゲッターポセイドン）
声 - 久野美咲
『Zプラス』第1話より登場。過去大地主だった不動産業者の箱入り娘。ただし、本人にお嬢様という自覚はないらしい。特に野球が好きで、大の広島東洋カープファン。主に広島弁で喋り、あやとり（フィンガーネット）が趣味。武器は「ストロングミサイル」様のバットであり、敵の射撃攻撃を打ち返すこともできる。
『Zプラス』第4話では、光波少女ピクドロンの弱点看破光線で「カープが25年間優勝出来ないのにコンプレックスを持っている」という事が暴かれた。
ポンダイザー
『ONLINE』に登場。「インベイド彗星」の影響でグレンダさんと入れ替わってしまったポンちゃん。そのためグレンダさんの武装しか使う事が出来なくなっている。
ジーグさん（鋼鉄ジーグ）
声 - 津田美波
10月5日生まれ。第8話・第9話に登場する。
ロボットガールズの中で一番の最年長だが、中二病的イタイ人。右目をオッドアイにしている他、セリフの端々に中二病的言い回しが入ることがある。一人称は「オレ」。口上は「オレがやめたら、誰がやるのか！」。
ジーグパーツ輸送支援機の「ビッグシューター」の上面俯瞰画が書かれたトートバッグの「ビッグシューター」からマッハドリル（神速旋風装鎧）やジーグバズーカ（私的断罪魔砲）などを取り出して戦う。その他にもナックルボンバー（拳爆）があるが、放つ前にゲッちゃんの車に跳ねられて不発に終わった。
漫画版ではチームTのバラたん・ガッキーと3人で「マグネロボガールズ」と呼ばれており、3人揃うことで周囲の人物の血行をよくし、肩こりなどを治してしまう。
「ロボットガールズ総選挙」エントリーシートによる現在の肩書は「チームGマネージャー」。『Zプラス』第2話ではパーンさんと共に登場して合体し、「カッコいいだろう」と自慢する。
パーンさん（パーンサロイド）
声 - 小池菜摘
ジーグさんと同じ同人サークルに所属する古くからの知り合いで、ジーグさんをサブカルに引き込んだ張本人。サークルでは主にジーグさんを献身的にサポートしている。普段は派遣社員をしており、良識はあるがジーグさんと同じく中二病で左目をオッドアイにしている。
「ロボットガールズ選抜総選挙」では第6位。

#### その他のチームG関係者
早乙女博士
『ONLINE』およびコミックで名前のみ登場するチームGのオーナーで早乙女研究所の所長。
光子力研究所に対抗してゲッちゃんのためにゲッタースーツを開発し与えた。弓博士と同じく如月博士とは親友同士だった。弓博士同様に如月博士より「空中元素固定装置」のサンプルを譲り受けている。
リョウマ（流竜馬）、ハヤト（神隼人）、ムサシ（巴武蔵）、ベンケイ（車弁慶）
声 - 稲田徹（リョウマ）、竹本英史（ハヤト）、川津泰彦（ムサシ・ベンケイ）
ゲッちゃんに仕える執事たち。『Zプラス』第2話ではベアー号型自動車と共にムサシが戦死するが、即ベンケイが補充された。なお新生チームG編成時にハヤトに暇が出された（解雇された）らしくチーム號結成に至る確執の一因ともなっている。その後、ハヤトはチーム號を引き連れてロボットガールズフェスティバルに姿を見せるが、チームZの控え室のロッカーに隠れていたため登場直後にZちゃんに痴漢と間違われ股間にロケットパンチを喰らい、さらにチームZとゲッターチームがステージに急ぐ際に全員に踏まれてしまう。後に戦死したはずのムサシも、フェス会場でミイラの如き全身包帯姿でリョウマやベンケイと共に応援していた。
プロトゲッター（プロトタイプゲッターロボ）【プロトゲッター】 ※
声 - 橘田いずみ
ゲッちゃんの姉。年下系が多いキャラクターの中では年長組だが、グレンダさんよりも胸が大きい。髪型の元ネタは神隼人の姉の神明日香で、前髪がアレンジされている。以前は早乙女博士の助手をしていた模様。元々強気な性格でゲッタースーツの戦闘データを取るために出撃していたらしいが弱いため今まで1度も勝利した事がない。ただしやたらと頑丈な体を持っている。幸薄いのが悩み。
プロトゲッター(ミチル)（早乙女ミチルパイロットスーツ）
『ONLINE』に登場。ゲッちゃんのミチル衣装を気に入ったプロトゲッターがたまたま見たヒーローもののアクション作品で「サイドキック(相棒)」の魅力にはまった事から、元々強くない事もあって「サイドキックなら活躍できるのでは」と言う発想の元、新たにミチルのパイロットスーツを元にしたデザインで申請し採用された新コスチューム。通気性と伸縮性に優れいかなる環境でも快適に過ごせる。
ブラックプロトゲッター（プロトゲッターブラックタイプ）
「インベイド彗星」の影響で帝王ゴールの精神が乗り移ったプロトゲッター。元の優しさと冷酷さを併せ持ち、プロトゲッターのやたらと頑丈な体と勘と経験に長けた帝王ゴールの精神のため互いの弱点を補い合う最凶の敵となっている。
プロトゲッター2（プロトタイプゲッター2）
ゲッちゃん2を元に開発されたプロトゲッター用のスポーツウェア。運動性能が高く転倒しにくい。露出度の高さに加え装甲も極めて薄いのが弱点。両手のドリルとアームを外せば100mを20秒以内で疾走できる。
レディコマンド
声 - 堀中優希
『ONLINE』に登場し、新生チームG結成にあたって暇を出された執事たちに替わって雇われた（元々仕えていたらしい）ゲッちゃん（ドラゴン）専属のメイド。主任務である警護と偵察に使命感を燃やすが、想像を絶するレベルでのドジっ娘ぶりで空回りし、主のゲッちゃんにとっては頭痛の種となっている。

### ロボットガールズ チーム號
『ONLINE』及び『Zプラス』に登場する『ゲッターロボ號』の登場ロボットで構成されているチーム。ゲッちゃんにお暇を出されたハヤトが「打倒新生チームG」を旗印に掲げ結成した（同時に光子力町内にアンテナショップ「NISAR（ネイサー）」を出店、ハヤト自身はその店長になった）、ハヤトの地元の瀬戸内海出身のご当地アイドル。チームのキャッチフレーズは「心を一つに重ね合って"ともだちになりたい"。」。
ゲームにおいてはGアームライザーが量産され、翔ちゃん・剴の嬢にも原典であるTVアニメ『ゲッターロボ號』では叶わなかった強化【Gアームライザーのプロテクター装着】が設定された。
號ちゃん（ゲッター號）
声 - 三上枝織
チーム號のリーダーで、一人称が「俺」な漁師の娘（「美少女すぎる漁師」として話題になったこともある）。地元特産品の委託販売を承諾してくれた「角の八百屋」が特産品諸共吹き飛ばされたという出来事が元でチームZ、特にZちゃんにはよい感情を抱いていないが、本来は人当たりが良く誰とでも仲良くなれる性格なので、ライバル関係のゲッちゃんたちとも仲が良い。なお、ゲーム中では剣類を入手・開発すれば得物として聖剣ソードトマホークが使える。将来の夢は学校の先生。
「ロボットガールズ選抜総選挙」では第2位。
スーパー號ちゃん（スーパーゲッター號）
「Gアームライザー」を装着し、パワーアップを果たした號ちゃんの姿。聖剣ソードトマホークが最初から使用可能となる。
DX號ちゃん
ソードトマホークが強化され、サポートメカとしてGアームライザーを従えた號ちゃんのパワーアップバージョン。両肩にはハープーンキャノン、腕にはビームキャリアが装備されている。せとうちの自然をリゾート開発業者【蛇牙興業（ベガゾーン）】から守るためにこの姿になったが、平和主義者の號ちゃんは脅し程度でしか使いたくないと思っている。

翔ちゃん（ゲッター翔）
声 - 平山笑美
ハヤトとは歳の離れた従兄妹で、地元の代議士の娘。一人称の「ボク」は原典であるアニメ版『ゲッターロボ號』の橘翔から。後を継がせようとした父親の意思で、幼い頃から男子として育てられた反動からか、無口で引っ込み思案のおとなしい性格となってしまった。女の子として振舞うのも未だ恥ずかしいのに、チームで一番発育が良いのが逆にコンプレックスで、ハヤトから親しみを込めてとはいえ「ボインちゃん」と呼ばれるのを嫌がっている。（なお翔ちゃんはハヤトの事を「ハヤト兄ちゃん」と呼んでいる。）號ちゃん、剴の嬢とは幼なじみ。機械いじりが趣味でメカに強い。
スーパー翔ちゃん
『ONLINE』に登場する、ハヤトが量産したGアームライザーで強化した翔ちゃんのパワーアップバージョン。翔ちゃん自身は胸部装甲増強で胸の大きさがより強調されるこの姿になることはあまり好きではないが、號ちゃんや剴の嬢の役に立ちたくて恥ずかしさを我慢して身に着けている。実は居合術の達人であるためにソードトマホークを一番巧く扱えるはずなのだが、争いが嫌いなためにその実力が発揮される事はほとんどない。サポートメカは翔ちゃんのみGアームライザーモチーフではなくゲッターマシン2号機。

剴の嬢（ゲッター剴）
声 - 小澤亜李
船会社の社長令嬢で、奥ゆかしくておっとりとした気立ての良いお嬢様。一方でお転婆な一面もあり、子供の頃は幼馴染の號ちゃんや翔ちゃんと外を駆け回っていた仲。男くさい船乗りたちに囲まれて育ったためか、男性の趣味がちょっと変わっている。ショックを受けると白目を剥いてしまう特徴がある。
スーパー剴の嬢
『ONLINE』に登場する、ハヤトが量産したGアームライザーで強化された剴の嬢のパワーアップバージョン。玩具のみの仕様である、パワーショベルを前部に装着したGアームライザーを、サポートメカとして用いる。二人よりも露出度が高い装備は、「効率を考えた上での運動性の向上を目的として」のデザインとされる。また「気合を入れるために下着はふんどしタイプを履いていると噂されている」という設定もある。Gアームライザーのプロテクターを装着しているためソードトマホークも扱えるが、争いを好まないため、もっぱら護身術として身につけた合気道などを使う。

### ロボットガールズ チームT
東映ロボットガールズも参照。『Zプラス』第3話ではガイちゃんがチームLODの一員としてフェスティバルに参加したため、ガイちゃん以外の3名はその観客として出演している。
ガイちゃん（ガイキング）
声 - 高岡香
4月1日生まれ。第4話・第9話に登場する。
チームZに対抗心を燃やしており、商店街マラソンにてザウルガイザーでグレンダさんのスペイザーを撃墜し、最後はゴールテープを切るためにZちゃんのロケットパンチと張り合うが自身のカウンターパンチとぶつかった勢いで商店街を破壊してしまう。光子力町へは大空魔竜で地下からやってきた。
トリプルガイちゃん
詳しくはチームLODを参照。

ガッキー（ガ・キーン）
声 - 佐藤聡美
9月5日生まれ。第4話・第9話に登場する。
バリアント・アンカーでZちゃんを襲撃するが、スペイザーのスピンソーサーでマッハウィングの左翼を切断され墜落していった。
前作（東映ロボットガールズ時代の四コマ）でバラたんに奪取されたはずのバリアント・アンカーは今回のアニメ・漫画双方ではガッキーがちゃんと原典どおり使用している（漫画版第8話では重量オーバー過積載状態でもちゃんと飛んでいる）。
『Zプラス』3話ではフェスティバルに参加できなかったのが悔しかったのか、泣きながらステージを見つめていた。
アースガッキー
『ONLINE』に登場した、光子力研究所の分室である「ラボラトリーNo.1」のオチ博士の提唱でガイちゃんに先にパワーアップされ置いてけぼりを食った3人をパワーアップさせる「チームTレジェンド化計画」によるガッキーのパワーアップバージョン。元ネタは、原典で構想が立てられながら未登場に終わったオプションパーツ装着バージョン。パワーに特化した形態なのだが、得物はツルハシ状だったり脚部がニッカボッカ風だったりと他の2人に比べると現場作業員っぽくゲッちゃん3のデザインコンセプトを引きずっている模様。

バラたん（バラタック）
声 - 辻あゆみ
7月3日生まれ。第4話・第9話に登場する。
マラソンの途中で抜け出し、喫茶店でケーキを満喫していた。店外にいたグレちゃんに見せつけるようにトレイごとケーキ（全てグレちゃんの好物であった）を平らげたせいからグレちゃんの怒りを買ってしまい、レースそっちのけでビンタの応酬をしていた。
『Zプラス』第3話では、我関せずといった体でカップ焼きそばを握り箸ですすり、第5話でもガッキーとダンダンが練馬区役所本庁舎上空に突如出現したギルギルガン子の立体映像を不安げに見上げる中、どうでもよさげにペロペロキャンディーをなめていた。
ブルーバラたん（ブルーバラタック）
『ONLINE』に登場の空中戦に特化したバラたんのお着替え形態。青いセーラー服で、バラたん本人もそれに影響を受けて気分もブルーになっている。
グリーンバラたん（グリーンバラタック）
『ONLINE』に登場の水上・水中戦に特化したバラたんのお着替え形態。緑のスクール水着姿だが、なぜか性格が変わらないためバラたん本人もその事を気にしている。浮き輪を武器に使って戦う。
配布は「ゲッちゃん3」と同じくイベントマップによるランク別分配形式。
ブラックバラたん（ブラックバラタック）
『ONLINE』に登場の地中戦に特化したバラたんのお着替え形態。黒のゴスロリ衣装で穴掘りが得意。自身には何も影響はないものの、他人がその服を着ると性格が黒くなってしまう。傘型ドリルは衣装に合わせてゴージャスなものになっている。
スペースバラたん（スペースバラタック）
『ONLINE』に登場の「チームTレジェンド化計画」によるバラたんのパワーアップバージョン。「スペース」とついているが、どうも宇宙に特化したパーツではないらしい。加えて予算の都合上実現していないパワーアップもある。

ダンダン（ダンガードA）
声 - 喜多丘千陽
3月6日生まれ。第4話・第9話に登場する。
四人の中では最もおとなしく優しい性格。ただしその優しさは非常に場違いであり、失礼な形で発揮される。特に誰の妨害をするわけでもなくマラソンに参加したが、最後はZちゃんのロケットパンチとカウンターパンチの爆発の巻き添えを喰らう。
『Zプラス』第3話では無邪気にチームLODを応援していた。
ダンダンα（ダンガードAα）
『ONLINE』に登場の「チームTレジェンド化計画」によるダンダンのパワーアップバージョン。ウイングにミサイルが取り付けられ運動性と攻撃力がアップしており、設計上はタンクにも変形可能である。3人の中で最も有効にパワーアップを活用しているが、ミサイルは怖くて撃てずタンク形態も「なんだかイヤなので」なった事がない。

### ロボットガールズ チームLOD
『ONLINE』及び『Zプラス』に登場する、『ガイキング LEGEND OF DAIKU-MARYU』のロボットで構成されているチーム。リーダーはトリプルガイちゃん（ガイちゃん・ザ・グレート）だが、チームTとの掛け持ちである。
トリプルガイちゃん（トリプルガイキング）
声 - 高岡香
昔所属していたソフトボールクラブ廃部の危機に、町の科学者サコンさんによってガイちゃんがパワーアップした姿。
ガイちゃん・ザ・グレート（ガイキング・ザ・グレート）
チームLODが石段でうさぎ飛びの特訓をしてた時に転げ落ちてしまい、その時偶然生まれた究極の合体モード。他の2人はアーマーが脱げて素の状態になる。アニメでは強制的に2人からパーツをパージ（強奪）し合体する。ただし、フェイスオープンした姿は相当気持ち悪いらしい。

バルちゃん（バルキング）
声 - 大空直美
ガイちゃんの幼馴染。ガイちゃんより年下だが中国拳法の達人で、協和語で話す。

ライっち（ライキング）
声 - 新田恵海
ガイちゃんの幼馴染で、ソフトボールクラブのチームメイト。主に関西弁で話す。

### 地下帝国
世界征服ならぬ町内征服を企む悪の組織。食い逃げ・万引き・オレオレ詐欺・アニメの違法アップロードなど人類を恐怖に陥れる作戦を遂行する。第8話でミケーネに買収された。
ドクターヘル
声 - 島田敏
地下帝国（秩父山地に所在するらしい）の首領。モニター内でしか登場はしないが、アジトの中に設置したマニピュレータを操ることが可能。光子力エネルギーを奪って世界（町内）征服を果たすために機械獣ガールズを作り出し、配下のあしゅら男爵に委ねている。
機械獣ガールズ以外にも、海底移動用メカなども作り出している。
帝国壊滅後、美少女・地獄大元帥に扮しミケーネ入りすることになる。

あしゅら男爵
声 - 久川綾
機械獣ガールズの保護者的存在。男爵を名乗り、本家同様左右が男女合成体（原典では古代ミケーネの夫婦を合成）のような外見ではあるものの、実体は普通の女性。作戦に同行することもあるが、もともと劇団のオーディションと勘違いして地下帝国の人材募集広告に飛びついた一介の就職浪人にすぎないため実際の戦闘能力は無いにも等しく、ガラダK7からは戦力として数えられていない。
あまりにも過保護でドクターヘルの呼び出しを後回しにしてダブラスの心配をするほど。
基本的にやられ役としてあまりいい目に遭っていないが、第4話ではマラソン大会で唯一生き残ったため優勝となり、副賞の米俵などをゲットすることができた。
北海道出身。現在は親許を離れ、光子力町内の安アパート「永井荘（ただし『ONLINE』では森山荘になっている）」で一人暮らし中。実家には両親と兄、引きこもりの姉がいる。
第8話ではドクターヘルの手によって指揮官を更迭させられ、後任にブロッケン伯爵が就いた。この事で失意のどん底に陥るも、ガラダK7・ダブラスM2に激励され再起し、機械獣ジェットファイヤーP1でチームZと戦うが最後の土壇場で敗北した。続く第9話で暗黒大将軍子に襲いかかるも敗れるが、マントにしがみついた事が逆転のきっかけとなった。
『Zプラス』第3話ではガラダK7・ダブラスM2と共に「ロボットガールズフェスティバル」の弁当売りをしていた。また同第5話では、チームTと共に街中に現れたギルギルガン子の巨大幻影を見ていた。
あしゅら男爵ブライダル
あしゅら男爵がゴールデンウイークの結婚式場のバイトで着ていた男女二個一の衣装をもらったもの。右側がウェディングドレス、左側がタキシードになっている。また、この時のバイト費用がガラダK7・ダブラスM2の改造費用に充てられている。

ブロッケン伯爵
声 - 富沢美智恵（『ONLINE』）
漫画版が初出。アニメでは第7話にてあしゅら男爵の口からその名が語られるのみ。原典同様に首と胴体が分割されているが、首はドイツ製の作り物で胴体部に本体が入っている。真面目な性格で、あしゅら男爵に代わって機械獣ガールズの保護者となり彼女たちにスパルタ教育を施そうとするが、失敗に終わる。しかしそこへやってきたゴーゴン大公と獣魔将軍に「個性を潰す教育では信頼を得られない」と諭され、その上で「機械獣ガールズの将来のために投資を」という誘い文句に乗せられ金庫にあった帝国の資金を全部渡してしまい破産してしまう。

#### 機械獣ガールズ
Dr.ヘルが作り出す少女型機械生命体。チームZに挑むものの、いつも返り討ちに遭う。
ガラダK7
声 - 森下由樹子
初登場は第0話。
ガサツで大雑把で直情的な性格の機械獣少女。あしゅら男爵への忠誠心は「男爵の命令しか聞きたくない！」と言い切るほどに高く、常に同行して悪事を働こうとする。最初にDr.ヘルに作られたのが二人一緒だった事から、ダブラスM2とは姉妹のように仲が良い。
ツインテールが大きな鎌となっている。その鋭さはマンションの一部を切断するほど。投げることも可能だがZちゃんのブレストファイヤーで消し炭にされたり、グレンダさんのダブルハーケンに跳ね返されたりと散々。
本人曰く「ちょっと頑張れば目からミサイルが出せる」らしいが目撃者はいないため真偽は不明。
ガラダK7SS
あしゅら男爵がゴールデンウイークの結婚式場のバイトで稼いだお金でガラダK7が改造パワーアップを遂げた姿。なお、本人はダブラスM2と合体してパワーアップすることを密かに提案していたが「諸般の事情」という事でDr.ヘルに却下されている。

ダブラスM2
声 - 東山奈央
初登場は第0話。
人見知りな性格で普段は両手のパペットで会話をし、このパペットを取られると不安になり泣き出す。語尾に「ナノー」を付けることが多い。両手のパペットからビームを出すことができるが大した威力はなく、マジンガーブレードで微塵切りにされた。
第1話での敗北後、基地内に作った小屋に引きこもるほど精神面が弱い。
漫画版ではあしゅら男爵が放つ「巨人製造銃」によって巨大化したが、強さはそのままだったためにチームZ・チームTにボコボコにされてしまった。
ゲーム（特に対戦型ゲーム）が好きだが、腕前はといえば相手が適当に手加減しなければ一勝もままならないほど弱いその上、一つゲームをやり切らない内から限定版特典目当てに別のゲームを欲しがる典型的ダメゲーマーでもある。
両手のパペットは公式に製品化され、『AnimeJapan 2014』の会場等で販売されている。
「ロボットガールズ選抜総選挙」ではランク外だったが、スタッフ推薦枠でドラマCD出演権をゲットする。
ダブラスM2SS
あしゅら男爵がゴールデンウイークの結婚式場のバイトで稼いだお金でダブラスM2が改造パワーアップを遂げた姿。口癖も「～ナノナノ」に。実は改造前と比べて見た目ほど能力が向上したわけではないが、パペットを取られても3秒くらいは耐えられるようになった。

グロマゼンR9
声 - 谷口夢奈
第2話に登場。
関西弁でしゃべるお調子者。
全てを破壊するイオン光線が武器。Zちゃんと戦ったが、光子力バリアで光線を跳ね返されて自滅。負けた後は悔いて首つり自殺を試みるほどに落ち込んでいた。

ガイアQ5
声 - 松井桃子
第2話に登場。
眼鏡をかけた真面目なインテリ。一旦しゃべり始めると能書きが異常に長い。
スーパーマグネチックパワーを駆使するが、周りの金属を吸い寄せるだけであまり役に立っていない。グレちゃんのグレートタイフーンによりスカートを脱がされてしまい、マグネチックパワーで反撃に出るが多量の金属を吸い寄せて巨大な球体となってしまい、身動きが取れなくなって自滅した。その後、基地内では球体のまま転がりながら移動している。
漫画版ではマグネチックパワーで大空魔竜・バリアントアンカー・イーグル号型高級車を吸い寄せてしまい、お怒りモードのゲッちゃんのゲッタービームで服をボロボロにされた。

キングダンX10
声 - 後藤沙緒里
第2話に登場。
美人だが極度の恥ずかしがり屋。特技は身を守ること。
ガラダK7、あしゅら男爵と共にグレンダさんに戦いを挑むが、2人を盾にしてスペースサンダーとダブルハーケンを避け泣きながら逃亡したため、2話に登場した機械獣ガールズの中で唯一無傷で済んでいる。

ポセスOII（ポセス・オミクロン・ツー）
声 - 洲崎綾
第3話に登場。
タツノオトシゴのようなスーツを着ており、語尾に「クロン」を付けてしゃべる。
しかしクレーンで吊り上げられてしまったため誰からも相手にされず、カモメに突かれた挙句あしゅら男爵たちにも忘れられ、夜になってもクレーンに吊られ面子全員から忘れられたままだった。

バランガM2
声 - 畑中彩希
第3話に登場。初登場時には防御状態で、巨大なウニの如き殻とそれから生える無数の棘で体を覆ってマグロ漁船の網にかかっていたが、甲板に引き上げられた際に棘の方は船員達に全て刈り取られた。
機械獣ガールズの中で存在自体が教育的に問題がある存在の一人。エッチでドMな性格。常に身体をくねらせている。
グレンダさんの胸を揉んだり、耳を舐めたりと責める。グロッサムX2の巻き添えで自分の服が破れて喜んだ際にはZちゃんに突っ込まれた。

グロッサムX2
声 - 宮本佳那子（テレビアニメ） / 村中知（ドラマCD・『ONLINE』）
第3話以降に登場。
短気で口が悪く、だれかれ見境なく罵倒する。このため、あしゅら男爵とも仲が悪い。水中戦が得意で頭部の鋏を使い、相手を攻撃する。
ロボットガールズ相手に優位に戦っていたが最後は投網に鋏が絡まり、3人の「ロケットじゃないパンチ」を受けて倒された。

ミネルバX
声 - 菊地美香
第5話・第9話に登場。
Zちゃんをサポートするために生まれたと名乗るが、その正体はチームZを分断させるために送り込まれた機械獣ガールズ。
Zちゃんのことをお姉ちゃんと呼び慕うが、他の人（特にグレちゃん）に対しては口が悪い。見た目は美少女だが、実は男の娘。

ベルガスV（バルガスV5）
声 - 山村響
第6話に登場。
天然光子力温泉を占領するためにメガベルガスを呼び出し、ローレライようこを邪魔して代わりに歌う。その歌には正気を失わせる効果がある。化粧は厚化粧。
ジェットファイヤーP1
第7話に登場。
リストラされたあしゅら男爵を何とか励ましたいと思案するガラダK7とダブラスM2が、怪しいセールスマンから入手した機械獣。原典同様、あしゅら男爵を模した姿をしているが自律稼動はせず、内部からの操縦で動くロボットとして描かれている。ガラダK7とダブラスM2及び、激励され立ち直ったあしゅら男爵の3人の操縦でチームZに戦いを挑み圧倒的パワーで敗北寸前まで追い込むが、肝心のところで攻撃がストップしてしまい、製品版をダウンロードしている隙にZちゃんのロケットパンチを喰らって倒された。

### 株式会社ミケーネ（ミケーネ帝国）
地下帝国を買収・没落させて台頭してきた「新たなる闇」。その企業実態は土・日強制出勤やサービス残業などは当たり前、倒れるか倒されるかしない限り離職の自由すら認めない等、超の字が付くほどブラック。ただし目覚ましい功績さえ上げれば、それ相応の地位と待遇は約束される実力主義でもあるので、社長のミケーネたんに対する、「将軍」と称される幹部たちの信望は厚い。
暗黒大将軍子（暗黒大将軍）
声 - 田村ゆかり
初登場は第8話。
ロボットガールズを遥かに超える巨体と戦闘力を持つ。その力は鼻をほじりながらフィンガースナップひとつでチームZをゴーゴン大公と獣魔将軍ごと吹き飛ばし、手にした剣で光子力研究所のバリアをいとも簡単に破壊するほどである。更にはガールズ全員による合体光線「ロボットガールズ・ファイナルまんがまつりアタック」すら全く通用しないなど、まさに絶望的。原典の暗黒大将軍とは違い武人らしさは皆無で、常時不機嫌な顔でガラも悪く粗暴である。
その正体は張り子で、羽織ったマントも背中のファスナーを隠すためのものだった。またラジコン操縦であるため、プロポの電池切れによっても動けなくなってしまう。
漫画版では内部搭乗型の巨大ロボット。ロボットガールズを徹底的に痛めつけ、チームZ&Gを敗北寸前にまで追い込んだ。
ミケーネたん
暗黒大将軍を内部からラジコン操縦していた幼女で、世界中の弱小な悪の組織を次々と買収している株式会社ミケーネの社長。全身タイツのような格好をしており、頭には闇の帝王を模したお面をつけている。ロボットガールズに囲まれるも「あっ東堂いづみ!」とかく乱してジェットファイアーP2で逃げようとするが、自分が破壊していたため途中で暴走し空中で爆発した。最後はあしゅら男爵の運転するジャックの移動販売車に轢かれ、それを追いかけてきたZちゃんにも踏まれている。
漫画版では普通に脱出をして正体がばれている。
なお、アニメでこそ「世界征服したかったんだもん!」などという幼稚な動機で光子力町への侵攻に踏み切ったミケーネたんであったが、『ONLINE』の好感度イベントにおいてはご町内と共存共栄の方向で侵略の魔の手を伸ばす等、部下に対する面倒見も良い有能な経営者としての側面を見せている。見た目相応に扱われるのが嫌いなのは変わっておらず、アニメ第9話でのやりとりもあってグレンダさんとの仲はすこぶる悪い。

ゴーゴン大公
声 - 野中藍
初登場は7話。
暗黒大将軍子の部下。
虎の着ぐるみを着たメガネっ子で語尾に「にゃあ」をつけて喋り、一人称は「ミィ」。原典では上半身が武人だが、本作では頭の上に小さなぬいぐるみを付けている。怪しいセールスマンに成りすましてガラダK7とダブラスM2にジェットファイヤーP1を売り付けたが、失敗したので自ら出陣することになる。しかし、ゲッちゃんに放ったビームでゲッちゃんの服を汚したことからその怒りを買い、ゲッちゃんのゲッターレザーでぬいぐるみの目・耳・鼻を抉られてしまう（ついでにヒゲも綺麗に剃られた）。その後に現れたチームTを「2軍」呼ばわりしたことでガイちゃんの怒りも買い、最期はガイちゃんのカウンタークロスにより獣魔将軍共々服をバラバラにされ、丸裸状態にされた。
漫画版・ONLINEを通じて、ブロッケン伯爵をだまして地下帝国を経営破綻に追い込んだ張本人。特にONLINEではその口八丁ぶりがより顕著で、あちこちに怪しげな店を出しては胡散臭いモノを売りつけている。

獣魔将軍
声 - 山本彩乃
初登場は7話。
ゴーゴン大公と同じ暗黒大将軍子の部下。
言葉を喋らず、ただ「ふぎゃあ」等と鳴くだけ。猫成分満載だが、面と向かって猫呼ばわりされると怒る。
ゴーゴン大公と獣魔将軍はゲーム中で冬毛モードが存在する。これは株式会社ミケーネの再建に功績があったとして報奨として下賜された特別ボーナスでパワーアップしたもの。また、獣魔将軍はこの強化で片言での会話が可能となった。

むてき幼さいでもにか（無敵要塞デモニカ）【でもにか】
声 - 平山笑美
『ONLINE』に登場する。原典では、Dr.ヘルの上半身を生命維持カプセルごと頭部に設置した地獄大元帥がコクピットカプセルに合体した状態で搭乗しているのだが、本作では別人。幼い見た目だが、株式会社ミケーネの課長。

地獄大元帥
声 - 今野宏美
『ONLINE』に登場する。不採算部門として切り捨てられ、路頭に迷う破目に陥った地下帝国のメンバーを救うべく、美少女に扮しミケーネに中途採用されたDr.ヘルの仮の姿（本物説あり）。

### その他のキャラクター
兜シロー
『マジンガーZ』の主人公・兜甲児の弟。第1話でチームZが光子力研究所のキャンペーンをしている際に登場し、風船をプレゼントしようとするZちゃんを鼻で笑った。
「角の八百屋」の親父
撮影所西門を過ぎたらすぐの場所に店を構える、激安が売りな八百屋の店主。地下帝国の襲撃目標である光子力研究所が向かいにあるという立地が災いして、第1話・第2話で戦闘のとばっちり（主にチームZの攻撃）を受け店と商品を損壊させられている。Z+第4話では、光波少女ピクドロンに電気を送っていた電源車 の中でジャックたちと共に自転車を漕いでいた 。
鬼船長
声 - 伊倉一恵
第3話のゲスト。沼津沖で漁をする船の船長。昼はマグロ、夜はイカを釣っているらしい。厳しい性格だが、船酔いしたグレちゃんにトイレの場所を教えるなど優しい一面もある。第6話の宴会の場面にも登場している。
船員
声 - 半田裕典
第3話のゲスト。鬼船長の部下で、全員が同じ体格・顔・声をしている。釣りの腕前は良く、地下帝国の潜水艦を吊り上げる。
オペレーター
声 - 松井桃子
第3.5話のゲスト。金髪・ツインテールで同じ顔の無表情な女性が多数登場している。あしゅら男爵の指揮の下、宇宙要塞ナバローンからコレジャナイロボを送り出す。
ジャック
声 - 荒井聡太
『ゲッターロボ』の登場人物。第4・5・6・9話にゲストとして登場した。光子力町でドーナツやたこ焼きの移動販売をしているが、テキサスマックの頭部を模した移動販売車はたいてい戦闘で破壊される。第4話ではマラソン大会のスターターも務めた。Z+第4話では、光波少女ピクドロンに電気を送っていた電源車の中で自転車を漕いでいた。
メリー / テキサスマッ子（テキサスマッこ）
声 - 東山奈央
ジャックの妹で、店を手伝っていた。営業中の店ごと吹っ飛ばされる描写が多い。第9話でロボットガールズが勢揃いした際、ドサクサにまぎれてダンボール製のテキサスマックの格好で並んでいた。Z+第4話では、光波少女ピクドロンに電気を送っていた電源車の中で自転車を漕いでいた。
『ONLINE』では「テキサスマッ子」として登場している。
ローレライようこ（ラインX1）
声 - 古谷静佳
グレンダさんが元々大ファンだった、伝説のアイドルグループ「ラインX」の後期中心メンバー。第6話・第9話に登場。主に秋田弁でしゃべり、メンバーだった当時は基本的にエア（エアギター・エアコーラス・エア合いの手）でラストライブでもエアボーカルを用いていたため、本人はかなりの音痴。その歌声は木々を枯らし、施設を破壊し温泉を蒸発させ人々を悶絶させるほどで、第9話では暗黒大将軍の大剣すらも破壊した。今は光子力温泉で営業をしている。その後はグレンダさんとご当地アイドル「くろがねのメモリーズ」を組んでいる。
永井豪
第6.5話にゲスト出演。あしゅら男爵達が被った永井豪の自画像の着ぐるみとして登場する。

### 第2期登場のキャラクター
ボスボロッ娘（ボスボロッこ）（ボスボロット）
声 - 竹達彩奈
『ONLINE』が初出。アニメでは「ボス」の名前で『Zプラス』第1話より登場。一人称は「俺」。登場キャラの中で一人だけ頭身がおかしな事になっている。
Zちゃんのケンカ友達。衣装はただの張りぼてだが、パワーはZちゃん並み。
アニメではZちゃんの永遠のライバルを自称し、チームZに入れろと喧嘩をする幼稚園の頃からの腐れ縁。2人の妹が取り巻きとして付きまとっている。『Zプラス』では第6話で思わぬ形でチームZ EXの勝利に貢献し、練馬を救った英雄として練馬区役所仮庁舎前に黄金像が建てられることになった。
「ロボットガールズ選抜総選挙」では第4位。
結合少女ボング子（結合獣ボング）
声 - 高橋未奈美
『Zプラス』第1話登場の敵ガールズ。美少女+ミリタリーの姿で流行の後追いといわれている。加えて物凄く戦前がかった固い口調を繰り返し（「轟沈、轟沈。永井豪ちん」など）、やられても早着替えで復活する。チームZに戦いを挑むも、駆け付けたチームGに装甲一式を奪われ吹っ飛ばされた。原典では胸部に付いていた砲塔が股間に付いており、『ONLINE』にも本編1話配信とほぼ時を同じくして参戦している。
空魔少女グランゲン（空魔獣グランゲン）
声 - 前田愛美
『Zプラス』第2話登場の敵ガールズ。スクール水着にクラゲのような姿で女の子好き。バランガM2に続く存在が教育上問題がある敵ガールズ。女の子を狙ってとしまえんのプールに現れるが、冬は釣り堀になっておりオジサンばかりだったためボスや現れたチームG達を触手攻めした。その後、ボスがプールの栓を抜いて怯んだ時にポンちゃんの大雪山おろしで飛ばされ、ムサシの運転するベアー号自動車にぶつかって敗北した。
光波少女ピクドロン（光波獣ピクドロン）
声 - 明坂聡美
『Zプラス』第3、4話登場の敵ガールズ。ガールズ軍団を襲撃した。ビームを吸収し、さらに弱点看破光線で相手の弱点を暴きながら最終的にチームG、チーム號のコスチュームを破壊する。ガールズ軍団を次々と倒すが、ガイちゃん・ザ・グレートのバーニング・デスストームで光の衣を剥がされ、さらにボスが後部のコードを引っ張ったためにエネルギー供給も断たれてしまう。襲撃の理由は「ガールズに迷惑をかけられた被害者の会」を代表して復讐するためだったが、最期はプライベートを暴露されて怒り心頭のゲッちゃんドラゴンにシャインスパークで吹き飛ばされてしまい、敗北。
ギルギルガン子（超宇宙怪獣ギルギルガン）
声 - 國府田マリ子
『Zプラス』第5・6話に登場。仮の姿は練馬区終身名誉区長だが、その正体は地球征服の為に宇宙からやって来たダムドム星人であり、結合少女ボング子たちを差し向けていた（被害者の会の）黒幕。ガールズ軍団を遥かに凌駕する超暴力で区庁舎を全壊させ街を瓦礫の山に変えた。しかしチームZがチームZ EXに強化変身するや形勢は逆転、放たれた「光子力ビーム ダイナミック」はよけたものの、その背後にいたボスの手鏡で反射したのが直撃して吹き飛ばされた。
職員
声 - 田名部生来（当時AKB48）
区役所を訪れたロボットガールズを区長室へ通じるエレベーターに案内する。

### ぷちキャラアニメーション登場のキャラクター
フルコンプBlu-ray（#BD / DVD参照）の映像特典として収録される新作ぷちキャラアニメーションに登場するロボットガールズ三人。「チームM」所属と言っているが、敵か味方か謎のロボガ。「ダイナミック企画が版権を所有するが、東映製作では無い作品に出自を持つ」という共通点がある。
ゴーバリさん（ゴーバリアン）
声 - 村川梨衣

グロちゃん（グロイザーロボ）
声 - 西連寺亜希

Xさん（ビッグダイX）
声 - 尾高もえみ

### ゲストキャラクター
公式サイトにて「チームZにフルボッコにされる」という条件で全国から公募された様々なキャラクター。BD/DVD収録の特典作に登場している。
コレジャナイロボ
ザリガニワークスによる木製ロボット人形。第3.5話にゲスト出演。
いまいち萌えない娘の搭乗する巨大ロボットとして登場する。詳細は次を参照。
いまいち萌えない娘
声 - 寿美菜子
神戸新聞社のアルバイト広告のキャラクター。第3.5話にゲスト出演。
「いまいち感」演出のため、作画に際して意図的に「立体はあまり考えない」「なるべく一発描き」「ハミ出た線ヨレた線は修正しない」「シンメトリーにならないで」といった指示がなされている。通称「いまもえ」。神戸弁で話す。
あしゅら男爵によって「勝ったら地下帝国のマスコットにしてもらう」という約束で打倒チームZのために雇われ、コレジャナイロボに乗って宇宙要塞ナバローンから発進、チームZと宇宙空間で対決する。ロボの頭部から発する「いまいち萌えないコレジャナイビーム」でZちゃんとグレちゃんとをいまいち萌えなくしてしまうが、間一髪かわしたグレンダさんの反重力ストームでビームを弾き返されこれを浴びた結果、マイナスにマイナスを掛けたためか自身は商売気丸出しの萌え萌えキャラに、ロボはやたら格好良いデザインに変貌してしまう。アイデンティティの喪失でパニックを起こした所を三人がかりのロケットパンチで吹っ飛ばされ、巻き添えでいまいち化したあしゅら男爵らを巻き込んでナバローンに激突してしまう。Z+第4話では、光波少女ピクドロンに電気を送っていた電源車の中で自転車を漕いでいた。
『ONLINE』では2015年1月のアップデートで期間限定配布ユニットとして参戦している。地味に強く相手を白い箱の中でタコ殴りにする攻撃を持っている。
「ロボットガールズ総選挙」においては「被害者同盟」枠からのエントリーでありながらその幅広い人気で堂々の3位入賞を果たした。
うーさーさま
アニメ『うーさーのその日暮らし』に登場するキャラクター「うーさー」の超巨大な着ぐるみ。第6.5話にゲスト出演。
グレンダさんのスクリュークラッシャーパンチでボコボコにされた。
ミヤリー
声 - 橘田いずみ
栃木県宇都宮市のゆるキャラ。第6.5話にゲスト出演。実は物凄いものぐさとサボり性なので宇都宮市からお仕置きをして欲しいという要望が出ていた位で、しかも性格は超腹黒で、偉そうな態度である。比喩ではなく物理的に腐食毒を撒き散らして周囲一帯を阿鼻叫喚の地獄と化したが、ゲーム機を壊されキレたグレちゃんのグレートタイフーンで自身の毒を浴び溶かされた。
レルヒさん
声 - 稲田徹
新潟県の観光ゆるキャラ。第6.5話にゲスト出演。実在の人物がモデルだから攻撃すれば外交問題になると脅すが、キレたZちゃんのロケットパンチ&ブレストファイヤーで吹っ飛ばされた。
ピクシブたん
声 - 大空直美
『月刊Gファンタジー』（スクウェア・エニックス）連載中の漫画作品『PPPのピクシブたん』（作：上倉エク）の主人公でイラスト投稿サイト「pixiv」を擬人化したキャラクター。第9.5話にゲスト出演。なお『Gファンタジー』2014年9月号でチームZとのコラボ作が掲載されている。
性格は時々ブラック。pixivと光子力研究所のコラボイベントにチームZを招待するが、彼女は地下帝国と組んで機械獣ガールズにチームZの応援イラストを書いてもらい、そのド下手なイラストでチームZの評判を落として自身が代わりに「ロボットガールズP」になろうと企む。だが、グレちゃんの書いた上手なイラストのおかげでその目論見は崩れた上にグレンダさんの誘導尋問によって口を滑らせ計画の全容を露呈、最後は機械獣ガールズともども叩きのめされた。

### ゲームオリジナルキャラクター
オンラインゲーム『ONLINE』『フルボッコバトル』に登場するキャラクター。

#### ロボットガールズ関連
チームA ※
チームZのサポート役を務めるデバイスロイド（人型周辺機器）。
アフロさん（アフロダイA）
声 - 明坂聡美
チームAのリーダー格。大容量バッテリーの機能を有する。フル充電時は天真爛漫だが、容量が減ってくるとダラケだすことがある。
ダイアナさん（ダイアナンA）
声 - 大坪由佳
大容量記憶装置の機能を有する。慎重すぎる面があるが、本来は熱くなりやすいタイプ。以前は「スカーレット団」という暴走族チームの総長だった事も。口癖は「人間もロボもいろいろありますよ」。
ビューちゃん（ビューナスA）
声 - 藤田咲
Wi-Fiアクセスポイントの機能を有する。お姉さんのような外見からは想像もつかない幼い行動をとるポンコツで電波なユニット。チームAでは最後に登場した。

三博士 ※
光子力研究所に所属するロボットガールズのサポート役。生身のはずなのにZちゃん達より足が速く、さらに機械獣ガールズと互角に渡り合っている。
もりりん（もりもり博士）
声 - 長縄まりあ
研究室強化担当。
のそりん（のっそり博士）
声 - 石上静香
強化チップ等のアイテム開発担当。
せわしん（せわし博士）
声 - 原由実
ユニット強化担当。

ロボッ娘ジュニア（ロボッこジュニア）（ロボットジュニア） ※
声 - 本多真梨子
Zちゃんとグレちゃんの妹分。Zちゃんにはかわいがられているがグレちゃんが好きでまとわりついている。元気いっぱいで野球が好きだが所構わずバットを振り回すので被害を拡大させている。

翼竜スカイラー
声 - 斉藤美菜子
他が全て女性型にアレンジされている中で、美少女どころか人型ですらない。デフォルメされたメカ鳥。元々は東映ロボットガールズ研究所のWEBマンガに登場したガイちゃんのペット・すかいらー。配布はゲッちゃん3と同じくイベントマップクリア型報酬での各ランク分配。

カラフルスペイザー ※
光子力研究所主催の「グレンダさんの妹オーディション」で選ばれた3人によるアイドルユニット。
ダブちゃん（ダブルスペイザー）
声 - 徳井青空
ドリちゃん（ドリルスペイザー）
声 - 斉藤佑圭
マリちゃん（マリンスペイザー）
声 - 白石涼子
TFOさん（TFO） ※
声 - 本多真梨子
DVD全巻購入特典のシリアルコードでのみ追加されるユニット。UFOマニアで矢追純一の弟子に志願したこともあるらしい。立てた円盤から頭と足が出ている独特の格好（手は必要に応じて出し入れする）だが、動きづらいので常に機嫌が悪い。
メカちゃん（メカドン1号）
声 - 高岡香
ジーグさんの盟友で、ジーグパーツの開発者。美術大学で工業デザイン専攻の現役大学生。
ライディ（ライディーン）
声 - 内田彩
とある神社で巫女のアルバイトをしている。とても泣き虫で、その鳴き声は幻覚作用や超音波となっている。
髪型の元ネタは、原典主人公のひびき洸の同級生であり、前期は支援者で後期は「コープランダー」メンバーとなる桜野マリから。また衣装がセーラー服なのは、マリの通う「臨海学園」の女生徒用制服とマリのコープランダー時代の戦闘服から。
なお、ライディは東映製作ではないロボットアニメのキャラクター第1号となった。
ライディゴッドボイス開放形態
ライディが自分の声を強化して偏向集中音波砲として使用する「GVユニット」を装備（というよりも前記の通り「封印解除：）したいわゆる「後期型」がモデル。GVユニットは自分の真正面に置いて使用する。その威力は絶大だが、反動で自分の服までもがボロボロになってしまう。

Vちゃん（コン・バトラーV）
声 - 大久保瑠美
貧乏児童劇団の花形役者。杉並区超電寺（高円寺のパロディ）に在住している。
ボルテさん（ボルテスV）
声 - 山村響
杉並区超電寺にある「聖大隼（セント・グランファルコ）学院」声楽科の生徒。しかし、もうひとつの顔として夜になるとくの一の姿になる。
同郷で芸能の道を志す者同士、Vちゃんとは初対面早々に意気投合する。
ダイモくん（ダイモス）
声 - 福原綾香
杉並区超電寺の隣町にある空手道場の娘で、自分も有段の腕前。ご当地ヒーロー「ジャスティーン」の中の人。気合いが入るとバトルターンモードとになり、気合いが翼の形となる。ただし、むやみやたらに惚れっぽいのが玉に瑕。

ロボットガールズ チームD（ダイノ）
「ゲッターロボ」をベースにダイナミックプロが企画した「ダイノゲッター」をベースとするチーム。3人とも早乙女研究所で卵から孵化し、プロトゲッターに育てられる。
プテちゃん（ダイノゲッター1）
声 - 山本希望
ゲッター1とプテラノドンを組み合わせたような身体。ゲッちゃんとは遠い親戚にあたる。
ティラちゃん（ダイノゲッター2）
声 - 相沢舞
ゲッター2とティラノサウルスを組み合わせたような身体。手の付けられない暴れん坊だが、腹が減ると無気力の塊と化す。
レッシィ（ダイノゲッター3）
声 - 荒川美穂
ゲッター3とプレシオサウルスを組み合わせたような身体。プテちゃんとティラちゃんの抑え役（主に腕力的な意味で）。
マグネット・マジシャンズ
通称・mag2（マグマグ）。東映マグネロボシリーズ第四弾と銘打って、博史・兵頭・川上の三氏によって企画された『闘影ジ・カイザー』の登場人物である6人の魔女っ子たち。
2016年9月8日、侵略者「極磁体N（ヌゥ）」の尖兵・極磁メカの放った怪光線によって、異世界の練馬区「カエデ町」から場所も時間もバラバラに飛ばされてしまう。
なお、エコとクルメを除いてメンバー同士が好感度イベントのストーリー内で鉢合わせしなかったのは、それぞれがまったく別の光子力町に飛ばされていたため。
神八須 サクラ（かみやす サクラ）
声 - 笹本菜津枝
ジ・カイザーの左腕パーツ「シルエット3」を闘影する。チーム最年長の15歳。口調は固いが、花を愛する優しい心の持ち主。特技は全ての花の花言葉が言えること。
光子力町内で、離れ離れになったメンバーとの連絡もつかず途方に暮れていた折、ジーグさん達と出会う。
不二原 ヒバリ（ふじはら ヒバリ）
声 - 野村真悠華
ジ・カイザーの右腕パーツ「シルエット2」を闘影する。年齢は13歳。格言・ことわざが好きな、下町育ちの天然少女。
瀬戸内の海水浴場でハヤトにスカウトされ、なし崩しにチーム號のナンバー4にされてしまう。
赤月 エコ（あかつき エコ）
声 - 井澤美香子
ジ・カイザーの頭部パーツ「シルエット1」を闘影する、mag2のリーダー。年齢14歳、格闘技好きの熱血少女。しかしおっちょこちょい。
何故か半年も前の光子力町に飛ばされ、帰る方法も見つからぬ日々を焦りつつも過ごす中、すっかりZちゃんとはマブダチになっていた。
牧穂 クルメ（まきほ クルメ）
声 - 高橋花林
ジ・カイザーの右脚パーツ「シルエット4」を闘影する。おしゃれ大好きなモデル系女子で口調はキツいが恩義には厚く仲間想いな14歳。エコとはケンカ友達。
サクラとほぼ同時期の光子力町に飛ばされたところを地下帝国に拾われ、約1ヶ月の時を過ごしていた。
吾妻 イズミ（あづま イズミ）
声 - 八木侑紀
ジ・カイザーの胴体パーツ「シルエット6」を闘影する。恥ずかしがり屋で無口なチーム最年少の10歳。「将来なりたい職業は色々ある」とのこと。
元いたカエデ町へ帰還するために必要な次元転移装置の完成を待つ間、カラフルスペイザーの三人と同じ小学校に通っていた。
光黄 シイナ（みつき シイナ）
声 - 西連寺亜希
ジ・カイザーの左脚パーツ「シルエット5」を闘影する、成績優秀な優等生の13歳。唯一の悩みは足が太いこと。
光子力研究所で助手として働きながら、元の世界に帰る方法を探していた。

キューティーハニー
声 - 沢城みゆき
映画『CUTIE HONEY -TEARS-』公開を記念して登場した。弓博士と早乙女博士の親友だった如月博士によって作られた『空中元素固定装置』を内蔵した女性型アンドロイド。シスタージルを追っているうちに光子力町にやってくる。『空中元素固定装置』のサンプルは博士が形見分けに弓博士と早乙女博士にそれぞれ譲り渡している。このサンプルを母体にして『携帯型光子力応用装置』が開発された。
ギンガちゃん（超合体魔術ロボ ギンガイザー）
　声 - 矢野妃菜喜

パルダーちゃん（ブロッカー軍団IVマシーンブラスター）
　声 -  七瀬彩夏

#### 敵ガールズ関連
地下帝国所属（Dr.ヘル傘下）
地下帝国組織に関しては前記を参照。
デビラーX1 ※
声 - 山本彩乃
トロスD7 ※
声 - 喜多丘千陽
初期から登場している強力なユニットで、角の一突きでは超合繊維Zすら貫くという。2015年のクリスマス期にはサタングロースP10の橇引きとしてコンビを組んで登場した（後述）。
ホルゾンV3 ※
声 - 村中知
サタングロースP10
声 - 井澤詩織
2014年のクリスマス期には単独で、翌年の同時期ではトロスD7とコンビを組んで期間限定で配信。気弱で純情なお姉さん。袋の中はプレゼントではなく袋それ自体が凶悪な鈍器である。
ジェノバM9 ※
声 - 辻あゆみ
スパルタンK5
声 - 斉藤美菜子
えん魔子ちゃん（ドロロンえん魔くん）
声 - 新谷良子
地獄界一の知恵者「シャポーじい」がDr.ヘルの知り合いだった関係で地下帝国に合流、あしゅら男爵が見つけた少女をスカウトしてえん魔子ちゃんとした。気弱で泣き虫ながらも頑張り屋で、潜在妖力は非常に高い。あしゅら男爵曰く「自分の若い頃のよう」。
なおガラダK7とダブラスM2も、ドクターヘルが製作した対妖怪用特殊戦闘スーツを着用し「ガラダカパエルK7」「ダブラス雪子M2」としてえん魔子ちゃんのサポートについている（声は両者ともベース役と同じ）。

株式会社ミケーネ所属（暗黒大将軍傘下）
株式会社ミケーネに関しては前記を参照。
戦闘獣オベリウス ※
声 - 前田愛美
戦闘獣ズガール ※
声 - 里咲芽生
超人将軍ユリシーザー ※
声 - 徳井青空
悪霊将軍ハーディアス ※
声 - 橘田いずみ
妖爬虫将軍ドレイドゥ（妖爬虫将軍ドレイドウ）
声 - 水瀬いのり
『フルボッコバトル』にて初登場を果たす。2015年6月のニコニコ生放送において水瀬が簡単なキーワードをもとにして描いたイメージイラストがベースになっており、スケッチブックを手にしている。

プロダクション・ベガ所属（ベガ大王傘下）
ベガ大王を社長とする一大アイドル事務所。
円盤獣ギルギル ※
声 - 山村響
ベガ大王
声 - 深見梨加
プロダクション・ベガの女社長。幼少の頃よりグレンダさんとは何かと因縁があり、グレンダさんを傘下に収めるべく画策している。恰好はSっぽいが精神的にはM。

恐竜帝国グループ（帝王ゴール傘下）
ゲッちゃんの実家に比肩する財力を持つ名門「蛇革財閥」を頂点とする一大コンツェルン。
帝王ゴール
声 - 小松由佳
三年と一時間の眠りから目覚めたグループの総帥。ビジネスの才に溢れるが、低血圧で寒さに弱い上に風邪や花粉症にもなりやすく薬の副作用によって寝てばかりで、その間の経営は一人娘のゴーラに任せっきりである。
無敵戦艦ダイ
声 - 岩﨑春奈
帝王ゴールの身の回りの世話をする付き人。催し事が好きで、いつか皆で祝賀パーティを開きたいと思っている。
メカザウルス・バド ※
声 - 前田愛美
メカザウルス・サキ ※
声 - 佐藤聡美
メカザウルス・ザイ ※
声 - 里咲芽生
メカザウルス・ズー
声 - 斉藤美菜子
ゲッターQ（ゲッタークイーン）
声 - 白石涼子
ゲッちゃんの衣装を元に開発されたメカザウルスガールで、自称「ゲッちゃんの生き別れの姉」。ただ自爆癖がある。

アミューズメント企業「HYAKKIランドグループ」所属（ブライ大帝傘下）
練馬を巨大アミューズメントとする為に暗躍している。
独眼鬼（メカ独眼鬼） ※
声 - 田中真奈美
一角鬼（メカ一角鬼） ※
声 - 一木千洋
ヒドラー元帥
声 - 沼倉愛美
「HYAKKIランドグループ」総帥・ブライ大帝の部下。役職は「専務取締役」だが、ブライ大帝は「元帥」と呼んでいる。ブライ大帝には忠誠を誓うも、実は大帝の座を狙っている。
ブライ大帝
声 - 川上彩
「HYAKKIランドグループ」の総帥。自らを社員に「大帝」と称させる位のやり手。経営者としては一流だが、私生活はだらしない為に「ブライモン」の陰口を叩かれているという。

邪魔大連合（元含む）所属 / 「過激メディアから子供を守る会」所属
作中の現在の教育上好ましくないメディアから少年少女を守る事を旗印とする市民グループ。その構成員は元、関東最大暴走族「邪魔大連合」に所属していた過去を持つものが少なくない。また、現在邪魔大連合所属の者も含む。
ハニワ幻人ルゴン ※
声 - 畑中彩希
タケルさん（ハニワ幻人タケル）
声 - 佐藤あずさ
ジーグさんの幼馴染み。現在は保育園に勤めつつ、保護者の勧めで入会した「過激メディアから子供を守る会」で活躍。しかし最近の会のやり方に不満を持ち、実質的リーダー・イキママとの衝突を繰り返している。
イキママ（イキマ）
声 - 藤井ゆきよ
「過激メディアから子供を守る会」の現在のリーダー。夫婦仲は冷え切っている上子供は反抗期という不幸な家庭環境。典型的な教育ママでもある。
女王ヒミカ（邪魔台王国女王ヒミカ）
声 - 佐々木未来
かつては関東最大暴走族「邪魔大連合」の総長だったヤンママ。現在は双子の娘の母親（シングルマザー）で、基本的には柔和で物腰と口調は穏やか嫋やかな癒し系キャラだが、道理に合わない事や理屈の通らない事に面した時にはかつての「女王」と呼ばれたほどの激烈な口調と態度となる。
竜魔帝王
声 - 篠原恵美
「邪魔大連合」三代目総長。元々はジーグさんの親友だった。思春期に路線違いで袂を分かったが、現在のジーグさんに少なからず関心を持っている嫌いもある。

ドップラー軍団所属
作中においてジェットラーの口から「総統」の存在が仄めかされたものの、その他一切の情報が無い。
メカサタン・ジェットラー
声 - 古谷静佳

ぽーら・すてーしょん / 蛇牙興業（ベガゾーン）所属
ぽーら・すてーしょんは四国有数の鉄鋼会社で、本社の所在地は北極。蛇牙興業との関係は不明。
メタルビースト・ボーンレイザー
声 - 田中真奈美
ぽーら・すてーしょんのイメージガール。衣装は会社支給品である。
ヤシャ姉妹（ヤシャ男爵）
声 - 桑原由気
ランドウの実質の側近（個人的用心棒）の【蛇牙興業（ベガゾーン）】社員。肉体的には強靭だが精神は脆く、へこむと「妹」と称するぬいぐるみに話しかける。いつもは憎まれ口を叩くが、忠誠心は篤くランドウの事を心底敬愛している。
プロフェッサー・ランドウ
声 - 仲谷明香
せとうちを強引にリゾート地にしようとしている【蛇牙興業（ベガゾーン）】のエリート社員で影のボス。科学やメカが大好きで、元々はデジタルアイドル程度しか知らない初心だったが、チーム號のせいで生身のアイドルに目覚めてしまう。実はツンデレ。

キャンベルプロ所属
大手芸能プロダクション。
ガルーたん（大将軍ガルーダ）
声 - 前田愛美
「キャンベルプロ」の名子役。実は頭の角部分はカブトムシなのだが誰もツッコんでくれないのを気にしている。
ミーアさん（ミーア）
声 - 土井由加里
ガルーたんのマネージャー。バギーで駆け付ける。常に上半身しか写らない。
ガル娘（どれい獣ガルムス）
声 - うのちひろ
いくつものユニットを渡り歩きながらも性格の問題で上手く行かず現在はソロで活動するアイドル。ただ、プロデューサーのガルーたんには心酔している。

聖大隼学院所属
ボルテさんも通う杉並区超電寺にある超有名校。
ザンバ様（皇帝ズ・ザンバジル）
声 - 一木千洋
ボルテさんと同じ学園に通うが、クラスは超特進コースの「ボアザン組」に所属している。

パンサークロー所属
全ての構成員が女性だけという謎に包まれた犯罪組織。目的は原典と同一。
シスタージル
声 - 井上喜久子
犯罪組織「パンサークロー」大幹部。空中元素固定装置を付け狙い、如月ハニーを執拗に探し求めていた。光子力町に来て以後町外れの教会にシスターに扮して潜伏、「具体的には8ヶ月ほど」の時を経て、ハニー（本物）と激突する。

所属不明・独立勢力
その支配者や所属組織が不明な一団（原典での同一軍団）所属のものや団体に属せず独立して行動するものたち。
爬虫ロボ カバラ
声 - 山村響

合成獣ガンチャ
声 - 斎藤佑圭

合成獣バルドス ※
声 - 山村響

リヒテル様（リヒテル提督）
声 - Lynn
あらゆる武道の達人で、武者修行をしている。「ジャスティーン」の敵「ギメリア」の中の人。実はダイモくんの姉であり、とある事故によって失われたダイモくんの記憶を取り戻させたいと思うその反面、その惚れっぽさがいつ自分に向けられるかと頭を痛めている。
ガンテ（大魔竜ガンテ）
声 - 里咲芽生
岩石で出来た手のような形状の意匠装備の勝気だが、優しいところもある大魔竜ガール。頭部に矢が刺さったままになっているのは以前のライディとの戦闘の負傷で、復讐心の為に残してあるもの。
プリンセス☆シャーキン（プリンス・シャーキン）
声 - 井澤詩織
超常現象などを扱う怪しい雑誌の愛読者であり信奉者。自らを「ムーの末裔」だと信じている自称「練馬の姫」。
ナル子（ナルキス子爵）
声 - 神田朱未
プライドと超能力特性が高い自称「カリスマプロデューサー」。有能なプロデューサーがアイドルを管理するべきの思想を持ち、逆らうものは超能力で強引に従わせる。芸能事務所立ち上げにあたって【蛇牙興業（ベガゾーン）】から社員多数を強引なやり口で引き抜いて倒産寸前にまで追い込んでおり、その事を根に持つプロフェッサー・ランドウからは蛇蝎の如く嫌われている。
バレちゃん（ダリウス巨人ノーザ・バレオン）
声 - 上沼都子
ガイちゃんの幼馴染でソフトボールクラブのチームメイトだったが、試合後の楽しみにしていたはちみつレモンをガイちゃんに全部食べられたため恨みを抱き、別チームに移籍し自称ガイちゃんのライバルとなった。
髪型はの元ネタはダリウス四天王ヴェスターヌ。
ドボちん（魔炎超魔竜ファイナルドボルザーク）
声 - 池澤春菜
ガイちゃんのチームメイトだったが、当時からガイちゃんをライバル視していた。特訓中に超能力に目覚め、その後は超能力エンターティナーとして有名になった。実はかなりの寂しがり屋で、もう一度ガイちゃんたちとチームを組みたいと思っている。
彼女のみ原典オリジナルキャラクターと全く同じ配役（担当声優）となっており、当人もそれが自慢な模様。
- その他にあしゅら軍団・ブロッケン軍団（地下帝国）・恐竜帝国・ベガ星連合軍（プロダクション・ベガ）・ドップラー軍団の各戦闘員達も2～4人ずつ参戦している。これらには数に関係する名前[注 111]。が割り振られている。

### ロボットガールズNEO登場人物
Zちゃん（マジンガーZ）
声 - 木野日菜
グレちゃん（グレートマジンガー）
声 - 萩原あみ
グレンダちゃん（グレンダイザー）
声 - 井澤美香子
ゲッちゃまイーグル（ゲッターロボ）
声 - 長江里加
シスターヘル
声 - 鳴海夏音
ナレーション
声 - 稲田徹

## スタッフ
- 原作 - 永井豪[19]
- 監督・絵コンテ・演出 - 博史池畠[19]
- シリーズ構成・脚本 - 兵頭一歩[19]
- キャラクターデザイン・総作画監督 - 川上哲也[19]
- 美術監督 - 渡辺紳[19]、杉本あゆみ（ぷちキャラ　）
- 美術設定 - 新妻雅行[19]
- 色彩設計・色指定 - 佐々木雅人[19]
- 撮影監督 - 荒幡和也→畑中宏信（Z+）、山口あゆみ（ぷちキャラ）
- 編集 - 三嶋章紀
- 音響監督 - 本山哲[19]
- プロデューサー - 森山義秀
- ラインプロデューサー - 坂上貴彦
- 協力 - ダイナミック企画[19]、スタジオオルフェ[19]
- 制作協力 - LandQ studio's[19]
- 制作 - 東映アニメーション[19]
- 製作 - ロボットガールズ研究所[19]（東映アニメーション、東映ビデオ、東映チャンネル）

ぷちキャラアニメ
- コンテ・作画・監督 - ポエ山
- 監修 - 博史池畠
- 製作・制作 - 東映アニメーション
- 制作協力 - POEYAMAworks／LandQ studios／東映ビデオ／ANIMAX

『ロボットガールズNEO』スタッフ
- 企画 - 野口光一、森山義秀、佐藤功
- プロデューサー - 松浦寿志
- 原作 - 永井豪
- コンテ・作画・監督 - ポエ山
- 脚本 - 兵頭一歩
- キャラクターデザイン - 川上哲也
- 武器デザイン - 夕薙、鈴木典孝
- 音響監督 - 木山哲
- 音楽ディレクター - 岡ナオキ
- 作曲 - 三浦博健
- 録音 - 松田悟
- 効果 - 今野康之
- 監修 - 博史池畠
- 2D コンテ・作画 - ランドック・スタジオ
- 2D 作画監督 - 佐藤秋子
- 製作・制作 - 東映アニメーション
- 制作協力 - POEYAMAworks／LandQ studios／東映ビデオ／ANIMAX

## 主題歌
オープニングテーマ「ロボットガールズZ」
作詞 - ロボットガールズ研究所音楽部 / 作曲・編曲 - ARM（IOSYS） / 歌 - きかい♡少女隊（本多真梨子、水瀬いのり、荒浪和沙、内田真礼）
歌い出しは『マジンガーZ』OPテーマ「マジンガーZ」のパロディ。また歌の中では、『鋼鉄ジーグ』OPテーマ「鋼鉄ジーグのうた」の「バンババン」を多用している。
『Zプラス』は2番の歌詞。
エンディングテーマ「チームZのチカラ!」
作詞・作曲・編曲 - 福廣秀一朗 / 歌 - ロボットガールズ チームZ（本多真梨子、水瀬いのり、荒浪和沙）
挿入歌「いざ行け!ロボット軍団」（第9話）
作詞 - 保富康午 / 作曲・編曲 - 菊池俊輔 / 歌 - ささきいさお、コロムビアゆりかご会
挿入歌「戦いの詩」（『Zプラス』第6話）
作詞 - 保富康午 / 作曲・編曲 - 菊池俊輔 / 歌 - ささきいさお
上記挿入歌は2曲とも、映画『グレンダイザー ゲッターロボG グレートマジンガー 決戦! 大海獣』より。
エンディングテーマ「キラキラメクDays」（ぷちキャラアニメ NEO映像特典）
作詞 - rino / 作曲・編曲 - 佐藤清喜 / 歌 -ポセスO2（洲崎綾）

## 各話リスト
| ロボットガールズZ                                       | ロボットガールズZ         | ロボットガールズZ                                           | ロボットガールズZ          | ロボットガールズZ     |
| 回数                                                    | 話数                      | サブタイトル                                                | 作画監督                   | 初OA日/配信日         |
| ------------------------------------------------------- | ------------------------- | ----------------------------------------------------------- | -------------------------- | --------------------- |
| PV                                                      | 第0話                     | -                                                           | 川上哲也                   | -                     |
| fullbokko:1 神か?悪魔か!?登場篇                         | 第1話                     | 驚異!ロボットガールズZ                                      | 佐藤秋子                   | 2014年 1月4日         |
| fullbokko:1 神か?悪魔か!?登場篇                         | 第2話                     | 恐怖!地下帝国の事情                                         | 佐藤秋子                   | 2014年 1月4日         |
| fullbokko:1 神か?悪魔か!?登場篇                         | 第3話                     | 衝撃!沼津沖大決戦                                           | 佐藤秋子                   | 2014年 1月4日         |
| minibokko:1+                                            | 第3.5話                   | 白熱!超銀河大戦争                                           | 佐藤秋子                   | 5月31日 （劇場上映）  |
| fullbokko:2 敵か味方か!?乱戦篇                          | 第4話                     | 競演!!ロボットガールズ大運動会                              | 佐藤秋子 砂川正和          | 2月1日                |
| fullbokko:2 敵か味方か!?乱戦篇                          | 第5話                     | 困惑!?謎の美少女登場                                        | 佐藤秋子 砂川正和          | 2月1日                |
| fullbokko:2 敵か味方か!?乱戦篇                          | 第6話                     | 湯けむり♡温泉大作戦                                         | 佐藤秋子 砂川正和          | 2月1日                |
| minibokko:2+                                            | 第6.5話                   | 突撃!ロボットガールズ三番勝負                               | 佐藤秋子                   | 7月1日 （先行配信）   |
| fullbokko:3 明日はどっちだ!?激闘篇                      | 第7話                     | 激闘!あしゅら男爵の逆襲                                     | 佐藤秋子 砂川正和          | 3月2日                |
| fullbokko:3 明日はどっちだ!?激闘篇                      | 第8話                     | ショック!!!!!光子力町最期の日!                              | 佐藤秋子 砂川正和          | 3月2日                |
| fullbokko:3 明日はどっちだ!?激闘篇                      | 第9話                     | ロボットガールズＺ!暁に死す!!                               | 佐藤秋子 砂川正和          | 3月2日                |
| minibokko:3+                                            | 第9.5話                   | 戦慄!ネットの力!                                            | 佐藤秋子                   | 8月8日 （ソフト発売） |
| ロボットガールズZプラス                                 |                           |                                                             |                            |                       |
|                                                         | 第1話                     | お待たせ!ロボットガールズZ                                  | 佐藤秋子                   | 2015年 5月20日        |
| 第2話                                                   | 驚愕!チームG、大ピンチ!   | 佐藤元、佐藤秋子 菊池陽介                                   | 6月18日                    |                       |
| 第3話                                                   | 決定!最強ロボットガールズ | 佐藤秋子                                                    | 7月20日                    |                       |
| 第4話                                                   | 進撃!!ガールズ軍団!       | 佐藤秋子                                                    | 8月20日                    |                       |
| 第5話                                                   | あ然呆然!練馬追放!?       | 佐藤秋子、佐藤元 菊池陽介、満田一 砂川正和                  | 9月20日                    |                       |
| 第6話                                                   | 無敵!チームZニューパワー! | 佐藤秋子、菊池陽介                                          | 10月2日 （東映ch先行放送） |                       |
| ぷちキャラアニメ ロボットガールズZ（NEO映像特典 全3話） |                           |                                                             |                            |                       |
|                                                         |                           |                                                             | 川上哲也 ポエ山（2D）      | -                     |
| ぷちキャラアニメ ロボットガールズZ（フルコンプBlu-ray） |                           |                                                             |                            |                       |
|                                                         |                           | 復活の地下帝国！？ロボットガールズZ vs なぞの三大主役ロボ！ | ポエ山                     | -                     |

サブタイトルの題字は、本多真梨子の書による。
| 第1話 | なんてこったい、未来の光子力！新生！チームZ！                | 2018年 8月18日 |
| 第2話 | えーっ！？ゲッター学園のお嬢様！？参上！ゲっちゃまイーグル！ | 8月25日        |
| 第3話 | お姉さん、あなたは一体何者ですか？登場！シスターヘル！       | 9月1日         |

## BD / DVD
単巻リリース版では、それぞれに「ロボットガールズZ ONLINE」で使える特別なユニットのシリアルコードが付属している。ユニット名称はそれぞれのパイロットの常用ビークルの名前に由来。また全巻揃えると「TFOさん」のシリアルコードが付属する。
| 巻 | 発売日         | 収録話                                                         | 特典ユニット             | 規格品番   | 規格品番   |
| 巻 | 発売日         | 収録話                                                         | 特典ユニット             | BD         | DVD        |
| -- | -------------- | -------------------------------------------------------------- | ------------------------ | ---------- | ---------- |
| 1  | 2014年6月13日  | 第0話PV、fullbokko:1（第1話 - 第3話）、minibokko:1+（第3.5話） | 【カブト】Zちゃん        | BSTD-08588 | DSTD-08588 |
| 2  | 2014年7月11日  | fullbokko:2（第4話 - 第6話）、minibokko:2+（第6.5話）          | 【ジェット】グレちゃん   | BSTD-08589 | DSTD-08589 |
| 3  | 2014年8月8日   | fullbokko:3（第7話 - 第9話）、minibokko:3+（第9.5話）          | 【デューク】グレンダさん | BSTD-08590 | DSTD-08590 |
| Z+ | 2015年11月11日 | 『Zプラス』第1話 - 同第6話                                     | 妖爬虫将軍ドレイドゥ     | BSTD-08780 | DSTD-08780 |

2018年1月10日には上記の映像作品をすべて収録し第0話と劇場公開版に映像特典ぷちアニメも加えて1パッケージ化した「ロボットガールズZ フルコンプBlu-ray」をリリース。（規格品版　BSTD-20050）、
映像特典として新作FLASHぷちキャラアニメーション「復活の地下帝国!?ロボットガールズZ vs なぞの三大主役ロボ!」が収録された（監督 - ポエ山、制作：ディレクションズ）。

## Webラジオ
『ロボガラジオ 聞かなきゃ全員フルボッコだZ!』のタイトルで、2013年12月23日より2014年5月26日までHiBiKi Radio Stationにて配信された。隔週月曜更新。パーソナリティは本多真梨子（マジンガーZ 役）・水瀬いのり（グレートマジンガー 役）・荒浪和沙（グレンダイザー 役）の3人。
2015年5月14日より7月23日まで第2期が『ロボガラジオ 聞かなきゃ全員フルボッコだZ!プラス』として配信された。隔週木曜に更新。配信サイトやパーソナリティに変更はない。
2015年7月23日より10月1日まで『荒浪和沙のロボガZ フルバト放送局』がHiBiKi Radio Stationにて隔週木曜に配信された。後述のゲームアプリ『フルボッコバトル』とのタイアップ番組で、荒浪の単独出演。

## 漫画
竹書房のウェブコミック配信サイト『WEBコミックガンマ』にて2013年12月26日より2014年5月15日まで配信された。作画は赤穂老師。全8話。
2014年5月22日にバンブーコミックスレーベルにて単行本が発売された。
これ以外にも公式アンソロジーコミックが2016年2月5日にぶんか社より発売された。

## 小説
ロボットガールズZ THE NOVEL〈チームZ〉爆誕篇
作：兵頭一歩、表紙イラスト：川上哲也、挿絵：赤穂老師、2014年5月22日発売、竹書房

## ゲーム
ロボットガールズZ ONLINE
クォータービューのヘックス型SLGでジャンルは「フルボッコシミュレーション」。USERJOY JAPANより2014年6月5日にサービス開始。これに先立ち、同年5月30日よりオープンベータテストを開始していた。
現在5台稼動中の各サーバ名には原典の主人公6人由来の「カブト」「ツルギ」「デューク」「ナガレ」「シバ」「ホウジョウ」の6つが用いられている。
ユニットの入手には課金を必要としない否課金型の「おこづかい募集」や「絆募集」、専用の通貨である「ロボコイン」を使用する課金型の「ロボコイン募集」「限定募集」を基本とする「募集」以外にイベントでのマップクリアやポイント収集、ランキング上位配布などがあり、無課金者にも重課金者にもそれぞれにチャンスがある。
なお、「ナガレ」「シバ」のサーバー名ユニットである「ゲッちゃん」「ジーグさん」とチームT初期ユニットのうちの「ガイちゃん」と「ダンダン」は当初はロボコイン募集や限定募集以外では入手不可能だったが、2015年6月5日、正規オープン1周年を記念して期間限定で絆募集ユニット化された。
アニメには登場しなかったキャラクターが多数新規追加されている。4ユニットで一個小隊を組み、自軍小隊以外に他に同時アクセス中の一プレイヤの一個小隊の支援を受ける事が出来るほか、現在では各小隊ごとに専用の援護チームを組む事が出来る。またユニットパワーアップ用のアイテム開発などを行える研究所システムやPVPの「フルボッコグランプリ」・個人戦、お気に入りのユニットや好感度の高いユニットをパートナーに出来る「助手システム」「パートナーシステム」なども実装されている。
ニコニコ動画のニコニコアプリにも登録されていて、公式ポータル以外にこちらからもプレイ参加が出来る。また同年7月17日よりハンゲーム、7月31日にmixi、11月13日にYahoo!ゲームでもサービスを開始した。ゲームエンジンにUnityを使用しているのでLinuxでのプレイにはPipelightプラグインが必要になる。
2014年10月30日のアップデートではRPG『アルノサージュPLUS〜生まれいずる星へ祈る詩〜』とのコラボ企画として同作のヒロイン・キャスティ（声 - 水瀬いのり）がゲスト参戦している。
2021年5月6日にサービス終了。
台湾においても「鉄金剛少女Z ONLINE」の名称でサービスが展開されていたが、2016年3月31日にてサービス終了。

ロボットガールズZ フルボッコバトル
Android・iOS用ゲームアプリ。開発はFUNYOURS TECHNOLOGY（中国語版）。USERJOY JAPANより2015年8月3日にAndroid版がサービス開始。iOS版は8月に配信開始。バトルパズルゲーム風のシステムを採用している。2016年1月7日サービス終了。

しんぐんデストロ〜イ!
2015年8月にコラボイベントが開催。
Zちゃん、翔ちゃん、でもにかが登場。

中国版「机器人少女Z」
2016年1月より中国国内でリリースされている、スマートフォン向けアプリ。
スーパーロボット大戦X-Ω
2017年8月にコラボイベントが開催。
チームZ（Zちゃん、グレちゃん、グレンダさん）、ゲッちゃんドラゴン、トリプルガイちゃんがユニットとして登場。
本家マジンガーZやゲッターロボのキャラクターと共演を果たした。

## その他
チームZが出演する、以下2本のソフトのTVCMが地上波にて放映されている。
- 『燃えろ!東映スーパロボット主題歌大全集』（日本コロムビア）
- 『MAZINGER THE MOVIE Blu-ray』（東映ビデオ）

また、チームZは東映チャンネルのスカパー!プレミアムサービス標準画質サービスの放送終了（ch708、2014年5月31日）に向け、同・東映チャンネルHD（ch629）への契約変更を促すPR用ミニアニメにも登場している。
『アニメTV』にて主役のチームZを演じる3人によるミニコーナーが4月より数回にわたり放送された。
2014年2月14日発売の『クルセイド』【ダイナミッククルセイド】第4弾 2つのZに、原典と共に参戦。更に『クルセイドポイント交換所』限定銀蒸着仕様のプロモーションカードとして、破壊コマンドカード「無敵の力はアタシのために」(C-P005)が存在する。また、2014年6月27日には【ダイナミッククルセイド】エピソードブースターパック〜ロボットガールズZ〜として作品単体での参戦、更に2016年2月19日にはブースターパック第2弾【ダイナミッククルセイドエピソードブースターパック ロボットガールズZ 鋼鉄の華】が発売され、本作にて『+』及びゲームの登場キャラが多数参戦し、更に公式大会【クルセイド皇帝杯】に対応した実戦型のデッキ構築が可能となった。
2017年には往年の東映ロボアニメシリーズのひとつ「マグネロボシリーズ」廉価版DVDセルソフトが発売するにあたり、ロボガZのサイトを間借りする形で「マグネロボシリーズ第4弾」という触れ込みの企画「闘影 ジ・カイザー」が立ち上がった。
- 闘影 ジ・カイザー（ジカイザー） 公式サイト（東映アニメーション） ※ HPには作品の大まかな概要のみ記されている。

シリーズDVDを一定数購入した際「ジ・カイザー」の非売品ドラマCDが全員プレゼント品として同年春、購入者へ送付された。